# Jules Bianchi
Vous lisez un « article de qualité » labellisé en 2016.
Pour les articles homonymes, voir Bianchi.
Jules Bianchi, né le 3 août 1989 à Nice et mort le 17 juillet 2015 dans la même ville, est un pilote automobile français. Issu d'une célèbre famille du sport automobile, il est le petit-fils de Mauro Bianchi et le petit-neveu de Lucien Bianchi. Il participe à 34 Grands Prix de Formule 1 entre 2013 et 2014.
Après des débuts en karting remarqués, Jules Bianchi passe à la monoplace en 2007. Dès sa première année, il est sacré champion de France de Formule Renault. La saison suivante, il termine troisième des Formule 3 Euro Series avec une victoire prestigieuse aux Masters de Formule 3. En 2009, sacré champion de Formule 3 Euro Series, il reçoit le soutien de la Scuderia Ferrari qui l'intègre dans son académie de jeunes pilotes. En 2010, il s'engage en GP2 Series, l'antichambre de la Formule 1. Pour sa première année, très régulier, il termine troisième du championnat. Toujours en GP2 en 2011, il parvient, malgré un début de saison compliqué, à renverser la situation et à terminer à nouveau à la troisième place finale.
La saison suivante, il passe en Formula Renault 3.5 Series, antichambre alternative de la Formule 1 et devient pilote de réserve de Force India. Après une dernière course controversée, il termine vice-champion. Sans volant Formule 1 chez Force India pour la saison 2013, l'équipe lui ayant préféré Adrian Sutil, il est intégré peu avant le premier Grand Prix de la saison au sein de la modeste écurie Marussia F1 Team par la Scuderia Ferrari. Au volant d'une monoplace peu compétitive avec laquelle il évolue en fond de grille, Bianchi domine assez largement son coéquipier également novice et obtient pour meilleur résultat en Grand Prix une 13e place.
En 2014, toujours avec Marussia, il marque les seuls points de l'histoire de l'écurie en prenant la neuvième place du Grand Prix de Monaco. Sa carrière en Formule 1 est brusquement interrompue après un grave accident causé par une collision sous une pluie battante entre sa monoplace et une dépanneuse au Grand Prix du Japon, le 5 octobre 2014. Dans le coma durant plus de neuf mois, il meurt le 17 juillet 2015 des suites de ses blessures. C'est le premier accident mortel d'un pilote en Formule 1 depuis celui d'Ayrton Senna au Grand Prix de Saint-Marin 1994. À la suite de cet accident mortel, la FIA a décidé de revoir les règles de sécurité et de mettre en place le Halo (automobile).

## Biographie

### Karting et débuts en monoplace

#### Enfance et débuts en compétition (1989-2006)
Jules Lucien André Bianchi naît le 3 août 1989 à Nice. À l'âge de trois ans et demi, il demande à ses parents d'essayer le karting sur la piste de la Siesta, à Antibes. Très vite, son père accepte et le jeune Bianchi s'adapte très rapidement au fonctionnement des karts, en quelques tours,.
Plus tard, à la fin des années 1990, le jeune Français roule en karting sur le circuit des Trois-Lacs à Piégut, qui appartient à ses parents. Par la suite, la famille déménage à Brignoles et Bianchi continue le kart sur le circuit de la commune, également propriété de ses parents. À 11 ans, il assiste à la visite du triple champion du monde de Formule 1 Michael Schumacher sur ce circuit et participe à une course avec ce dernier,.
Jules Bianchi participe à son premier championnat de karting à l'âge de dix ans mais ses premières courses sont décevantes, notamment à cause d'un matériel trop limité. Toutefois ces déceptions font « décupler sa motivation » et il parvient à décrocher ses premières victoires. Par la suite, les résultats satisfaisants du Français l'amènent au niveau national et continental. Il s'illustre notamment lors de l'année 2004, durant laquelle il est sacré champion de France junior et vice-champion d'Europe junior.
Alors qu'il a une quinzaine d'années, Jules Bianchi, devenu pilote professionnel en karting, arrête ses études en classe de troisième. Il explique : « J'étais déjà pro, en karting. Quand on n'est pas un grand fan de l'école, ce n'est pas facile de concilier les deux. Et les profs ne m'ont jamais aidé. Quand j'étais absent une semaine pour une course et qu'il y avait des contrôles, ils me mettaient zéro directement ». Il continue ses succès les années suivantes, avec notamment pour meilleures performances, le titre de champion d'Asie-Pacifique en 2005, puis la deuxième place finale en Coupe du monde l'année suivante. Ces résultats amènent Nicolas Todt, le manager de Felipe Massa, à devenir le manager de Bianchi, alors âgé de 17 ans, à la fin de l'année 2006.

#### Passage à la monoplace (2007-2008)
Jules Bianchi fait ses débuts en monoplace lors de la saison 2007 du championnat de France de Formule Renault et participe également à quelques courses du championnat d'Europe. Dans le championnat de France, la lutte pour le titre se résume rapidement à un duel entre Mathieu Arzeno et lui. Le Niçois parvient à prendre les devants sur son rival avec cinq victoires en treize courses et est sacré plus jeune champion de France de Formule Renault de l'histoire,,, ainsi que le premier pilote depuis Alain Prost à devenir champion de France de Formule Renault dès sa première saison en sport automobile.
L'année suivante, il rejoint le championnat de Formule 3 Euro Series au sein de l'écurie ART Grand Prix codirigée par Nicolas Todt où il a pour équipiers le débutant Jon Lancaster, ainsi que James Jakes et Nico Hülkenberg. Durant une grande partie de la saison, il se montre l'auteur de performances encourageantes sans encore gagner avec notamment quatre podiums : un au Mugello, un à Zandvoort et deux autres au Nürburgring. À 18 ans, il obtient son premier succès au mois d'août 2008, à Zolder, lors des Masters de Formule 3, épreuve de prestige hors-championnat. Parti de la deuxième position derrière son coéquipier Hülkenberg, il prend un meilleur départ que l'Allemand et parvient à conserver la tête sur une piste détrempée pour s'adjuger la victoire finale,. Cette victoire fait de lui l'un des plus grands espoirs du sport automobile français. En Formule 3 Euro Series, il inscrit sa première pole position à Brands Hatch mais ne peut concrétiser en course, devant abandonner sur le circuit Bugatti au Mans. Le lendemain, il remporte sa première victoire de Formule 3 dans le cadre du championnat continental, alors que son coéquipier Hülkenberg est sacré champion. Bianchi remporte également une deuxième victoire dans le championnat à l'occasion de la dernière course se déroulant à Hockenheim : durant cette course, le pilote français s'impose alors que les accidents s'enchaînent derrière lui, causant trois interventions de la voiture de sécurité et l'interruption finale de l'épreuve. Il termine finalement troisième du championnat, derrière le champion Nico Hülkenberg et son dauphin Edoardo Mortara et se distingue également en étant le meilleur débutant,.

#### Sacre en Formule 3 et entrée dans le giron Ferrari (2009)

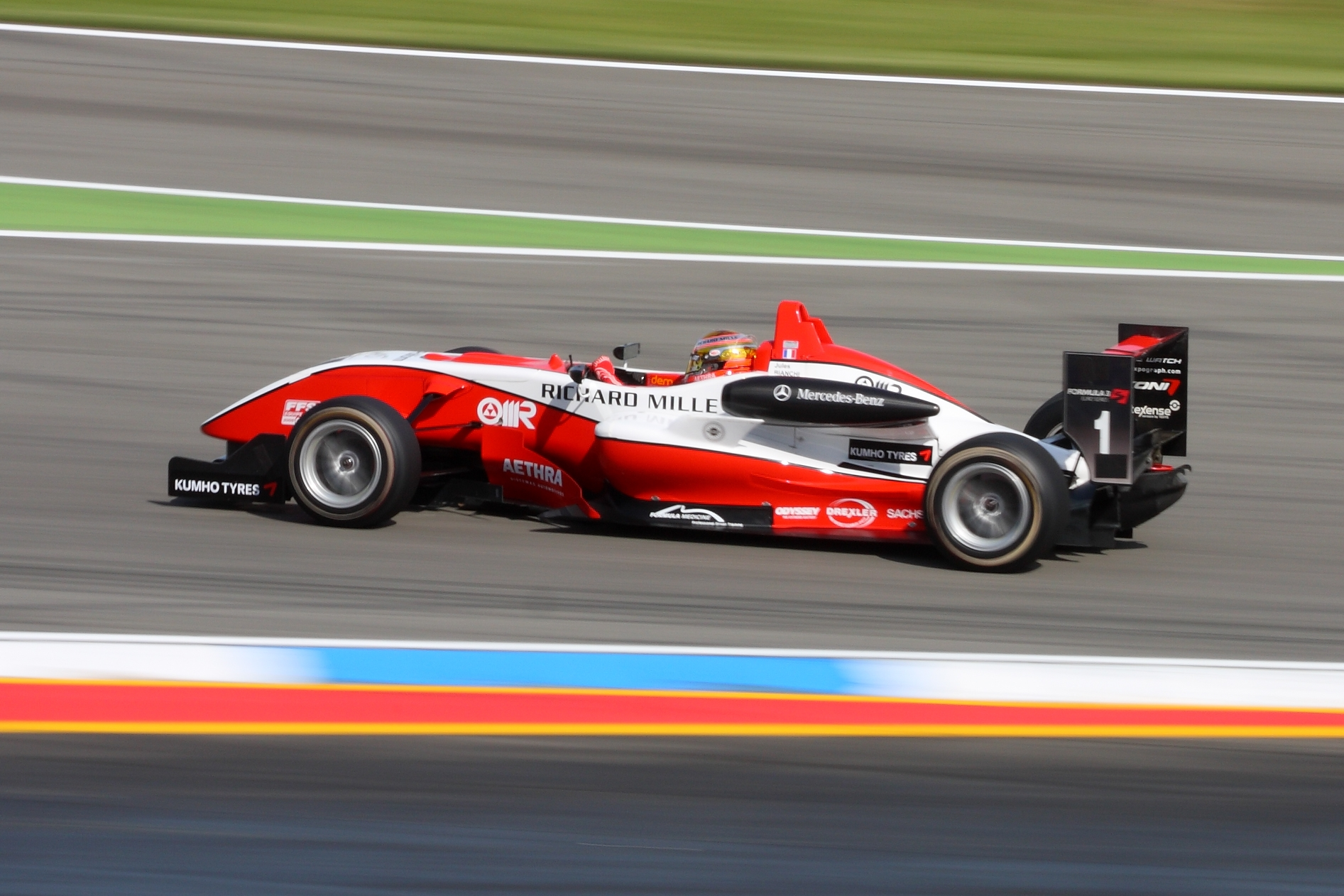
Jules Bianchi à Hockenheim, en Formule 3 Euro Series 2009.

En 2009, il poursuit avec l'écurie ART Grand Prix en Formule 3 Euro Series, avec pour objectif avoué le titre européen. Lors de la première manche à Hockenheim, il termine à deux reprises dans les points, avec une troisième place dans la deuxième course. Entre deux manches de Formule 3, il participe à une course de Formule Renault 3.5 Series avec SG Formula, sans succès particulier. De retour en Formule 3, il décroche sa première victoire de la saison sur le Lausitzring, après être resté un temps derrière son coéquipier Valtteri Bottas avant de le dépasser au septième tour. Il prend ainsi la tête du championnat et confirme son avance en s'imposant lors de la manche suivante au Norisring. À Zandvoort, il parvient à remporter les deux courses du week-end, et est le seul pilote de la saison à réaliser pareille performance. Il continue d'engranger les succès et de se rapprocher du titre continental en s'imposant lors des courses principales à Oschersleben sur le Nürburgring,.
Sa saison subit un coup d'arrêt à Brands Hatch, où il ne marque aucun point durant les deux courses. En septembre, il participe à quelques courses du championnat de Grande-Bretagne de Formule 3 avec ART Grand Prix en tant que pilote invité, ne marquant aucun point pour le classement des pilotes. À Algarve, dans le cadre de ce championnat, il remporte les deux courses du week-end,. De retour en Formule 3 Euro Series, Jules Bianchi remporte sa septième victoire de la saison sur le circuit de Barcelone. Le pilote français aborde ainsi la manche suivante, à Dijon, avec la possibilité de s'assurer du titre de champion. Lors de la première course, parti de la pole position, il fait une erreur, gêné par la voiture de sécurité et perd plusieurs positions, ce qui ne permet pas encore à Bianchi de célébrer son titre, Christian Vietoris restant toujours en course après sa victoire. Toutefois, le lendemain, alors qu'il reste encore deux courses à disputer au championnat, il remporte sa huitième victoire de la saison et est sacré champion des Formule 3 Euro Series,. Tout juste titré, il est confirmé en GP2 Series pour la saison 2010 chez ART Grand Prix. Toujours en Formule 3, il termine sa saison et célèbre son sacre par une neuvième et ultime victoire sur le Hockenheimring. Ainsi, Jules Bianchi est champion des Formule 3 Euro Series avec neuf victoires en vingt courses, alors que son équipe ART Grand Prix est également titrée.
En août 2009, des rumeurs rapportées par la BBC évoquent que Bianchi pourrait remplacer Luca Badoer, suppléant de Felipe Massa chez Ferrari, gravement blessé à la tête lors du Grand Prix de Hongrie. Son agent, Nicolas Todt, convainc l'écurie italienne de faire participer le Français aux séances d'essais pour les jeunes pilotes organisés début décembre sur le circuit de Jerez. Lors de sa première journée au volant de la Ferrari F60, il réalise le cinquième temps à 468 millièmes du meilleur temps d'Andy Soucek sur Williams FW32. Le lendemain, il réalise le neuvième temps à 1 s 868 de Gary Paffett sur McLaren MP4-24. La Scuderia Ferrari annonce à cette occasion avoir signé un contrat à long terme avec le Français qui est le premier pilote à intégrer la Ferrari Driver Academy, une académie destinée à préparer les meilleurs jeunes pilotes à la Formule 1.

### Saisons dans les antichambres de la Formule 1 (2010-2012)

#### Première saison et premiers essais en Formule 1 (2010)
En 2010, il monte en GP2 Series, antichambre de la Formule 1 toujours au sein d'ART Grand Prix,. Durant cette année, il déménage également en Italie, près du centre d'entraînement de la Scuderia Ferrari, à Maranello. De février à mars, il participe aux GP2 Asia Series, championnat hivernal de la formule principale ; dès sa première course sur le circuit Yas Marina, il décroche le premier podium de sa carrière. Peu après, sur le circuit international de Sakhir, il décroche sa première pole position, sans pouvoir confirmer toutefois le lendemain lors de la course. Jules Bianchi se classe ainsi 12e du championnat, avec un podium et une pole, en ayant manqué le premier quart de la saison.
En GP2 Series, Jules Bianchi signe la première pole position de sa carrière dans la discipline, à l'occasion de la première séance de qualifications de la saison, sur le circuit de Barcelone. Toutefois, le reste du week-end est désastreux pour le Français qui abandonne lors de la première course et termine hors des points à la deuxième. À Monaco, il termine quatrième et marque ses premiers points, avant d'inscrire son premier podium lors de la deuxième course. Ce prometteur week-end monégasque est suivi par une manche ratée à Istanbul avec aucun point marqué. À Valence, Jules Bianchi, après une longue bataille avec Pastor Maldonado et une course entrecoupée de sorties de piste et d'interventions de la voiture de sécurité, termine deuxième de la course principale. À Silverstone, malgré une pole position, le Français doit s'incliner en course pour terminer à nouveau deuxième. Lors des courses suivantes, il enchaîne les classements dans les points, avec une cinquième place lors de la deuxième course de Silverstone, une cinquième place puis une quatrième place à Hockenheim.
Toutefois, sa série s'arrête violemment lors de la course principale sur le Hungaroring, où il est impliqué dans un carambolage avec Dani Clos et Ho-Pin Tung. En plus de déclarer forfait pour la course du lendemain, il souffre de douleurs au dos et d'une fracture d'une vertèbre,. Presque un mois plus tard, Bianchi est déclaré apte à courir pour la manche de Spa-Francorchamps, ne manquant ainsi aucune manche du championnat. Son retour est difficile et il n'arrive pas à finir dans les points lors des deux courses. À Monza, Jules Bianchi retrouve le podium, à l'occasion de sa deuxième place lors de la course principale, avant de terminer quatrième lors de la deuxième course. À Abou Dabi, pour la dernière manche de la saison, il termine cette saison en dents de scie sur deux courses hors des points. Finalement, Jules Bianchi se classe troisième des GP2 Series, meilleur débutant, sans aucune victoire, mais avec quatre podiums, alors que son équipe ART Grand Prix termine troisième du championnat des Équipes.
Le 11 novembre 2010, la Scuderia Ferrari annonce qu'elle a engagé Bianchi en tant que pilote essayeur tout en gardant son poste à la Ferrari Driver Academy, en remplacement de Luca Badoer,.
Quelques jours plus tard, il prend part aux deux journées d'essais pour les jeunes pilotes organisés sur le circuit Yas Marina, à Abou Dabi. Lors de sa première journée au volant de la Ferrari F10, il n'effectue qu'un tour rapide afin de tester de nouvelles pièces en préparation du championnat 2011 et réalise le douzième temps, à 4,2 secondes de la meilleure performance de Daniel Ricciardo (Red Bull RB6). Le lendemain, il améliore son temps et n'est plus qu'à 1,8 seconde de l'Australien,,. Il déclare n'être « pas encore très à l'aise » avec les monoplaces de Formule 1, mais « commence à acquérir de l'expérience ».

#### Absence de titre mais première victoire (2011)
Fin décembre 2010, Jules Bianchi est confirmé pour la saison 2011 chez ART Grand Prix dans les championnats de GP2 Asia Series et de GP2 Series. Pilote le plus rapide lors des essais de pré-saison, il remporte la première course des GP2 Asia Series à Abou Dabi, devant son compatriote Romain Grosjean et termine huitième lors de la deuxième course. Les manches de Sakhir sont annulées et le championnat se voit réduit à deux manches, avec un épilogue à Imola. Troisième lors de la première course, Bianchi abandonne lors de la deuxième course. Il doit donc laisser le titre à Grosjean, mais est tout de même sacré vice-champion.
Dans le championnat principal avec ART, Jules Bianchi est nommé comme le favori pour le titre par Pastor Maldonado, tenant du titre. Il commence sa saison par un podium à Istanbul. À Barcelone, il décroche sa première pole position, mais est ensuite pénalisé de dix places sur la grille de départ pour avoir ignoré des drapeaux jaunes. Il parvient à remonter dans les points, jusqu'à la septième place. Les courses suivantes sont plus difficiles : à Monaco et à Valence, il ne marque aucun point, abandonnant à trois reprises en l'espace de cinq courses.

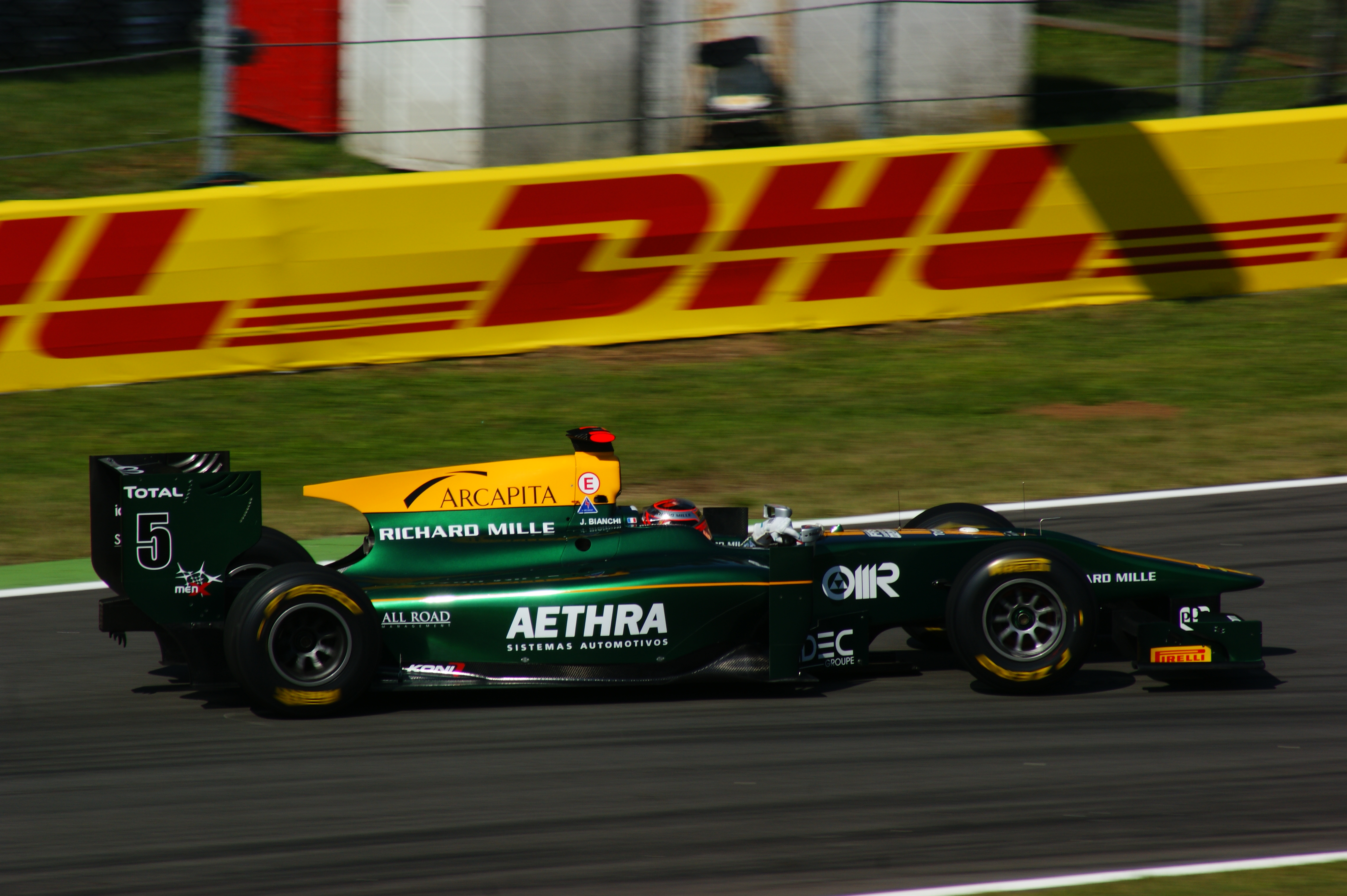
Bianchi à Monza en 2011.

À Silverstone, Jules Bianchi retrouve le succès en décrochant la pole position sous la pluie, avant de confirmer sa victoire lors de la course principale. Cinquième lors de la course sprint à Silverstone et quatrième lors de la course principale au Nürburgring, Jules Bianchi manque de peu de décrocher une seconde victoire lors de la deuxième course en Allemagne, menant du deuxième à l'avant-dernier tour avant de commettre une erreur et de devoir terminer au deuxième rang final. Sur le Hungaroring, le pilote français continue sa série d'entrée dans les points, finissant septième lors de la course principale et sixième lors de la course sprint. À Spa-Francorchamps, il termine deuxième lors des deux courses, derrière Christian Vietoris puis derrière Luca Filippi,. Pour la dernière manche de la saison, à Monza, Jules Bianchi termine huitième de la course principale et finit son championnat sur un podium lors de la course sprint. Grâce à sa deuxième moitié de saison marquée par dix courses dans les points consécutives dont cinq podiums, Jules Bianchi termine troisième du championnat des Pilotes, derrière Romain Grosjean et Luca Filippi, alors que son équipe ART Grand Prix se classe cinquième des Équipes.
Le 15 septembre 2011, la Ferrari Driver Academy confronte Bianchi à Sergio Pérez pour une évaluation au volant de la Ferrari F60. Le Français, qui boucle 24 tours de piste du circuit de Fiorano de plus que le Mexicain, le bat de 437 millièmes de seconde. En novembre, il participe avec la Scuderia Ferrari aux essais des jeunes pilotes sur le circuit Yas Marina ; deuxième derrière la Red Bull de son compatriote Jean-Éric Vergne, il déclare s'être concentré sur l'amélioration du moteur et sur l'étude des pneus Pirelli pour la saison 2012, sans se concentrer sur la performance pure.

#### Vice-champion et troisième pilote Force India (2012)

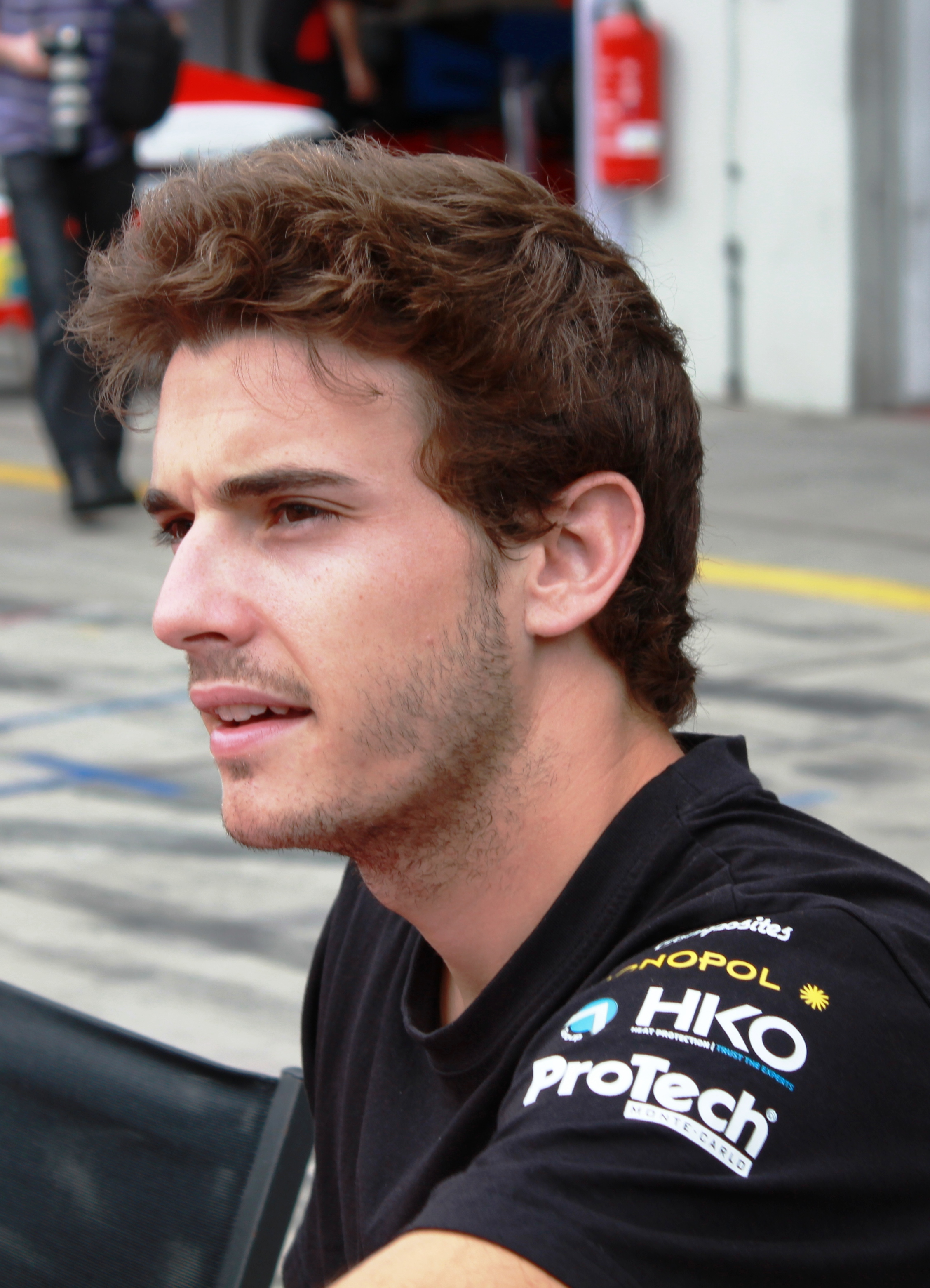
Jules Bianchi en 2012 au Nürburgring.

Le 27 janvier 2012, Force India confirme Jules Bianchi en tant que troisième pilote, aux côtés des titulaires Nico Hülkenberg et Paul di Resta,. Lors des essais de pré-saison, il fait ses débuts avec l'équipe indienne en participant à quelques sessions sur le circuit de Jerez et est donc le premier à piloter la Force India VJM05. Durant ces essais, il signe avec Tech 1 Racing, en Formula Renault 3.5 Series, autre antichambre de la Formule 1, pour la saison 2012.
Fin avril, il participe aux essais sur le Mugello. Durant la saison de Formule 1, il participe à neuf séances d'essais du vendredi matin avec Force India, où il fait bonne impression face aux titulaires, de qui il se rapproche progressivement en matière de performance pure, faisant de lui un candidat de choix pour une titularisation chez l'équipe indienne en 2013.
En Formula Renault 3.5, Jules Bianchi franchit la ligne d'arrivée en premier au Motorland Aragon, mais est disqualifié à cause d'une anomalie technique de sa voiture. Sans aucun point après la première manche espagnole, le pilote français termine deuxième de la course de Monaco derrière Sam Bird. À Spa-Francorchamps, une semaine plus tard, Bianchi termine à nouveau deuxième, derrière Marco Sørensen. Au Nürburgring, après avoir décroché la pole position, il domine entièrement la course pour finalement remporter sa première victoire. Au Moscow Raceway, il termine deuxième de la première course et remporte la pole position dans la deuxième séance de qualifications, avant de terminer à une septième place cette course.
À Silverstone, dans des conditions climatiques dantesques et changeantes, Jules Bianchi remporte sa deuxième victoire de la saison. Malgré une pole position lors de la course du lendemain, il doit s'incliner et finir troisième, se replaçant dans la course au titre face à Robin Frijns ou Sam Bird. Sur le Hungaroring, le pilote français décroche un nouveau podium, avant de terminer neuvième de la deuxième course. En France, au circuit Paul-Ricard, Bianchi termine quatrième de la première course, avant de prendre la pole position de la deuxième course et de s'imposer pour la troisième fois de la saison, prenant la tête du championnat. À Barcelone, pour la finale de la saison, malgré une pole position, il termine seulement septième de la pénultième course de la saison, Frijns en profitant pour prendre les rênes du championnat. Lors de la dernière course de la saison, Bianchi reprend virtuellement en tête du championnat, mais est poussé par Frijns hors de la piste, le forçant à abandonner la course et le titre. Pénalisé pour cette action, le pilote néerlandais conserve néanmoins son titre de champion, au détriment de Bianchi. Dans cette houleuse fin de championnat, Jules Bianchi est vice-champion avec trois victoires, alors que son équipe Tech 1 Racing est sacrée championne des Équipes. Le pilote français reste fortement amer de cette fin de saison, réclamant des changements dans le règlement, arguant que « c'est trop facile de gagner un championnat comme ça. [Frijns] méritait plus qu'une pénalité ».
Du 11 au 13 septembre de la même année, il participe aux essais réservées aux jeunes pilotes organisés sur le circuit de Nevers Magny-Cours : au volant d'une Ferrari F2012 lors de la première journée, il réalise 87 tours et le meilleur temps en 1 min 18 s 070, avec cinq dixièmes d'avance sur son proche poursuivant, le Brésilien Luiz Razia. Le lendemain, à bord de la Force India VJM05, il accroît à une seconde son avance et améliore son temps d'une seconde et demi. Enfin, lors de la troisième journée, il domine à nouveau la séance avec la F2012, toujours à une seconde d'avance sur les autres pilotes. Il pilote une dernière fois la F2012 pour des essais aérodynamiques en novembre, peu avant la fin du championnat.

### Débuts en Formule 1 avec Marussia (2013)

#### De troisième pilote chez Force India à titulaire chez Marussia

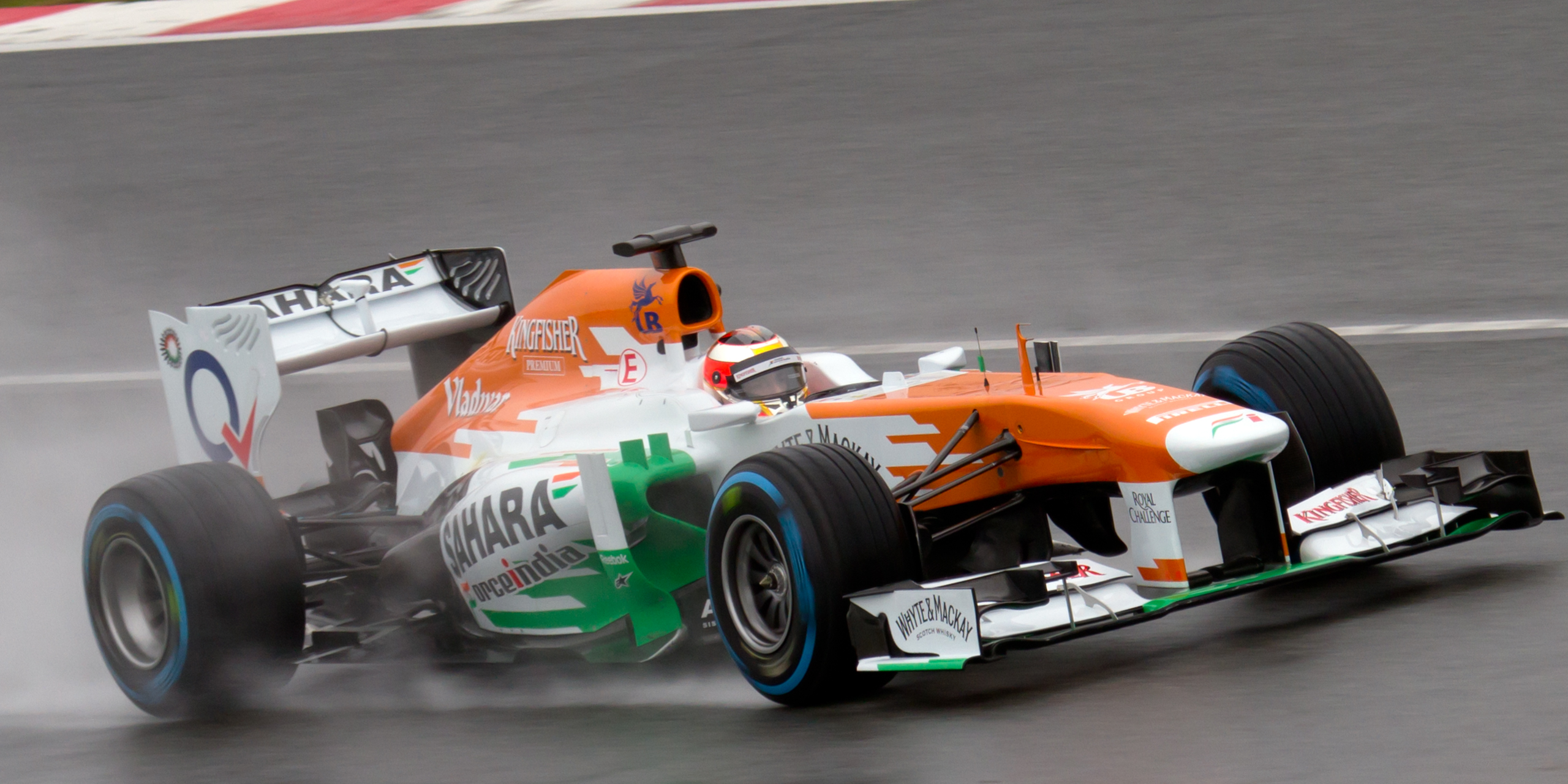
Jules Bianchi participe aux essais de pré-saison avec Force India avant d'être engagé par Marussia.

En janvier 2013, dans un kart aux couleurs de l'équipe Force India, il remporte le Desafio Internacional das Estrelas, une course prestigieuse annuelle organisée par Felipe Massa,. L'écurie indienne le fait également participer aux essais hivernaux pour la saison 2013 de Formule 1, Bianchi étant favori pour être titularisé aux côtés du Britannique Paul di Resta. Le Français, qui s'est préparé de façon intensive, pense même que 2013 est l'année idéale pour intégrer la discipline-reine du sport automobile : « Personnellement, je pense que je n'ai plus rien à apprendre du poste de troisième pilote. Je l'ai fait pendant deux ans, une année chez Ferrari et l'autre chez Force India. Cela ne m'apporterait pas grand chose de faire une nouvelle saison comme cela, d'autant plus que je roulerais encore moins puisque je ne participerais à aucun championnat. Honnêtement, je me sentirais moins prêt pour la F1 en 2014. Pour moi, 2013 est l'année idéale pour faire mes débuts en Formule 1 ». Pourtant malgré le soutien de la Scuderia Ferrari, qui souhaite fournir ses moteurs à Force India en 2014, l'écurie indienne titularise l'Allemand Adrian Sutil, jugé plus expérimenté. Vijay Mallya, qui n'a d'ailleurs pas confirmé Bianchi comme troisième pilote, espère cependant continuer de collaborer avec le jeune pilote.
Deux jours plus tard, le 1er mars 2013, grâce au soutien de la Scuderia Ferrari, de la Fédération française du sport automobile, de ses sponsors et de son manager Nicolas Todt, il est titularisé chez la petite écurie russe Marussia F1 Team où il remplace le Brésilien Luiz Razia, recruté pourtant trois semaines auparavant mais dont le contrat a été rompu plus tôt dans la journée, ses sponsors n'ayant pas réglé le deuxième paiement dû en échange de son baquet,. Il était en concurrence avec l'Indien Narain Karthikeyan et le Finlandais Heikki Kovalainen. Il se retrouve le lendemain au volant de la Marussia MR02 pour effectuer deux jours d'essais au volant de sa nouvelle voiture, avant de visiter l'usine de l'écurie à Banbury, en Angleterre. Afin de mieux répartir les masses d'une monoplace moribonde qui utilise le système de récupération d'énergie cinétique pour la première fois, alors que l'ensemble des autres voitures du plateau en disposent depuis 2011, les ingénieurs de Bianchi lui demandent de perdre deux kilos avant le début du championnat, le 17 mars.
Pilote d'une écurie de fond de grille qui n'a pas inscrit le moindre point depuis son arrivée en Formule 1 en 2010, Bianchi, qui lui apporte un budget inférieur à celui de Chilton et à celui dont aurait disposé Razia, ne peut avoir pour objectif que de battre son coéquipier, le Britannique Max Chilton, lui aussi débutant et les pilotes Caterham F1 Team, Giedo Van der Garde et Charles Pic. Toutefois, Nicolas Todt estime qu'il devait commencer à un moment ou un autre sa carrière dans la discipline : « Le choix de Marussia n'est pas forcément le bon. Mais, à un moment donné, un pilote doit décider d'entrer dans l'arène. Il doit engranger des kilomètres, se frotter au peloton, travailler la stratégie de course, les changements de roues, mémoriser tous les circuits, participer aux choix techniques, au développement de la monoplace. Jules n'a plus 18 ans mais 23. Il a couru contre tous ses copains qu'il va retrouver sur la grille de départ, et, pour la plupart, il les a battus. Il a donc sa place en F1. Il n'aura évidemment pas les mêmes chances qu’un débutant chez Force India, Williams, Lotus ou Sauber, mais, au moins, il va apprendre le dernier volet de sa profession. Il n'y a aucune raison pour qu'il n'en profite pas à l'avenir s'il fait du bon boulot ».

#### Débuts en Grand Prix

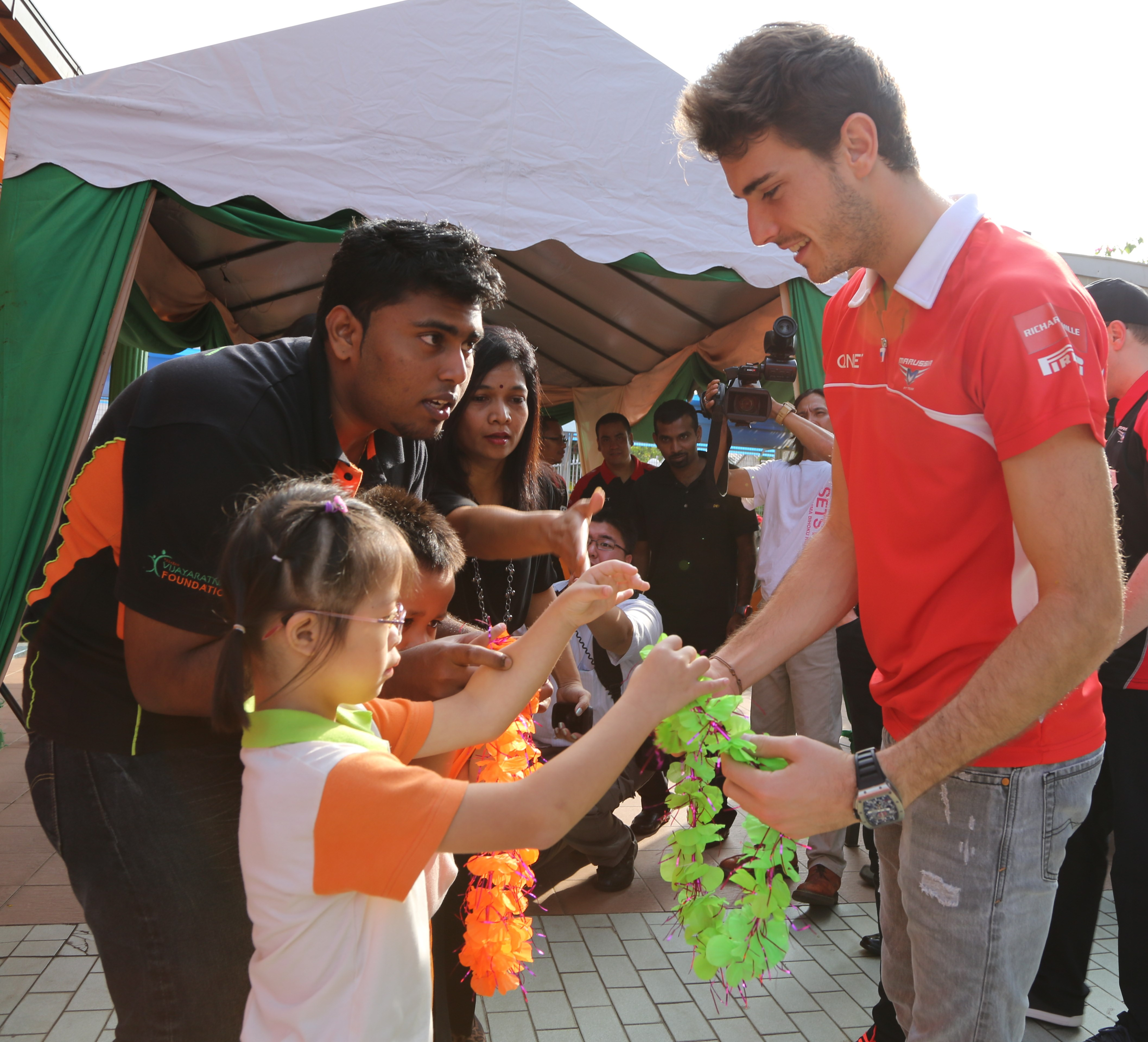
Jules Bianchi, ici lors d'un événement promotionnel en Malaisie, se montre le plus rapide des pilotes de fond de grille dès ses premiers Grands Prix.

Pour son premier week-end de Grand Prix, sur le circuit de l'Albert Park en Australie, Jules Bianchi, qui devance Max Chilton et les Caterham d'une seconde lors des essais libres alors qu'il connaît moins sa Marussia MR02 que son équipier, réalise sous la pluie le 19e temps des qualifications, en 1 min 48 s 147 sur un tracé qu'il découvre et malgré des problèmes de sous-virage,. Pour sa première course, le Français prend un bon départ et se retrouve 17e, puis douzième au sixième tour, profitant du changement de pneumatiques de nombreux rivaux. Retournant vite dans le rang, il domine son équipier et les Caterham et termine 15e de l'épreuve, à un tour du vainqueur Kimi Räikkönen, sur Lotus. Bianchi « ne pouvai[t] vraiment pas imaginer un meilleur début à [s]a première saison de F1 »,.
Prenant deux jours de congé en Australie pour prendre du recul par rapport à un début de saison très mouvementé, celui qui se voyait rester troisième pilote Force India en 2013 avoue que ses attentes vis-à-vis de sa monoplace étaient « beaucoup plus basses que la réalité » et a finalement été « très surpris » lorsqu'il l'a pilotée pour la première fois. Il pense toutefois pouvoir améliorer ses performances et les réglages de la MR02, notamment parce qu'il n'a participé qu'à une journée et demie d'essais hivernaux avec Marussia et qu'il connaît donc peu sa monture, par rapport à Chilton,.

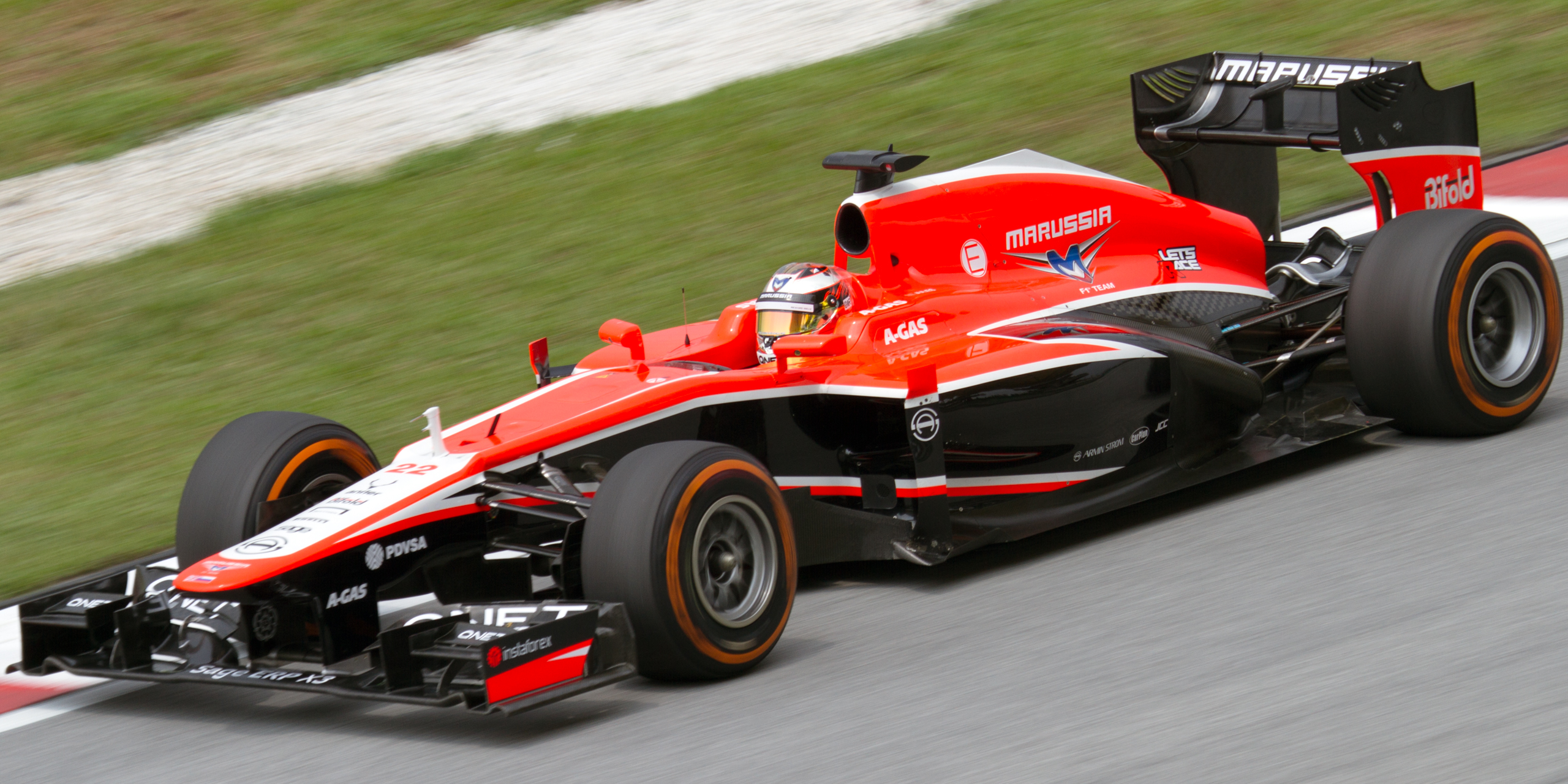
Jules Bianchi lors du Grand Prix de Malaisie 2013.

La semaine suivante, lors du Grand Prix de Malaisie disputé à Sepang, le jeune novice en Formule 1 impressionne à nouveau les observateurs en dominant son équipier de deux secondes au tour lors des essais libres et en devançant la Williams de Valtteri Bottas. En qualifications, il prend l'avantage sur ses concurrents directs et réalise le 19e temps en 1 min 38 s 434, les devançant de plus d'une seconde et étant à deux dixièmes de Bottas,. Auteur d'un mauvais départ en course, il est dépassé par Giedo Van der Garde et Charles Pic. Il parvient néanmoins à remonter dans le classement et à contenir la Williams de Pastor Maldonado jusqu'à l'abandon de ce dernier à 11 tours de l'arrivée et termine 13e devant les Caterham et Chilton, grâce à de nombreux abandons, à un tour de Sebastian Vettel,. Les premiers résultats de Bianchi en Formule 1 impressionnent les dirigeants de Marussia, qui a obtenu grâce à sa 13e place la dixième place du championnat du monde des constructeurs, l'objectif à atteindre pour l'écurie russe cette saison, à tel point que son directeur général, Andy Webb, est prêt à parier que sa formation marquera ses premiers points en 2013.
Après une pause de trois semaines, le Français récidive lors du Grand Prix de Chine en battant largement à nouveau Chilton et les Caterham en qualifications, réalisant le 19e temps en 1 min 38 s 780, malgré une erreur de pilotage. L'exclusion de Mark Webber des qualifications à cause d'une quantité insuffisante de carburant en fin de séance lui permet de s'élancer de la 18e place sur la grille de départ. Pendant la course, il se retrouve en lutte avec Charles Pic, sur qui il prend l'avantage à mi-course. Il tente de réduire l'écart face à Pastor Maldonado, mais est contraint de préserver ses pneumatiques pour contenir Pic. Il franchit la ligne d'arrivée en 15e position, à un tour de Fernando Alonso, sur Ferrari et avec deux secondes d'avance sur son compatriote,.

#### En difficultés à l'entame de la saison européenne

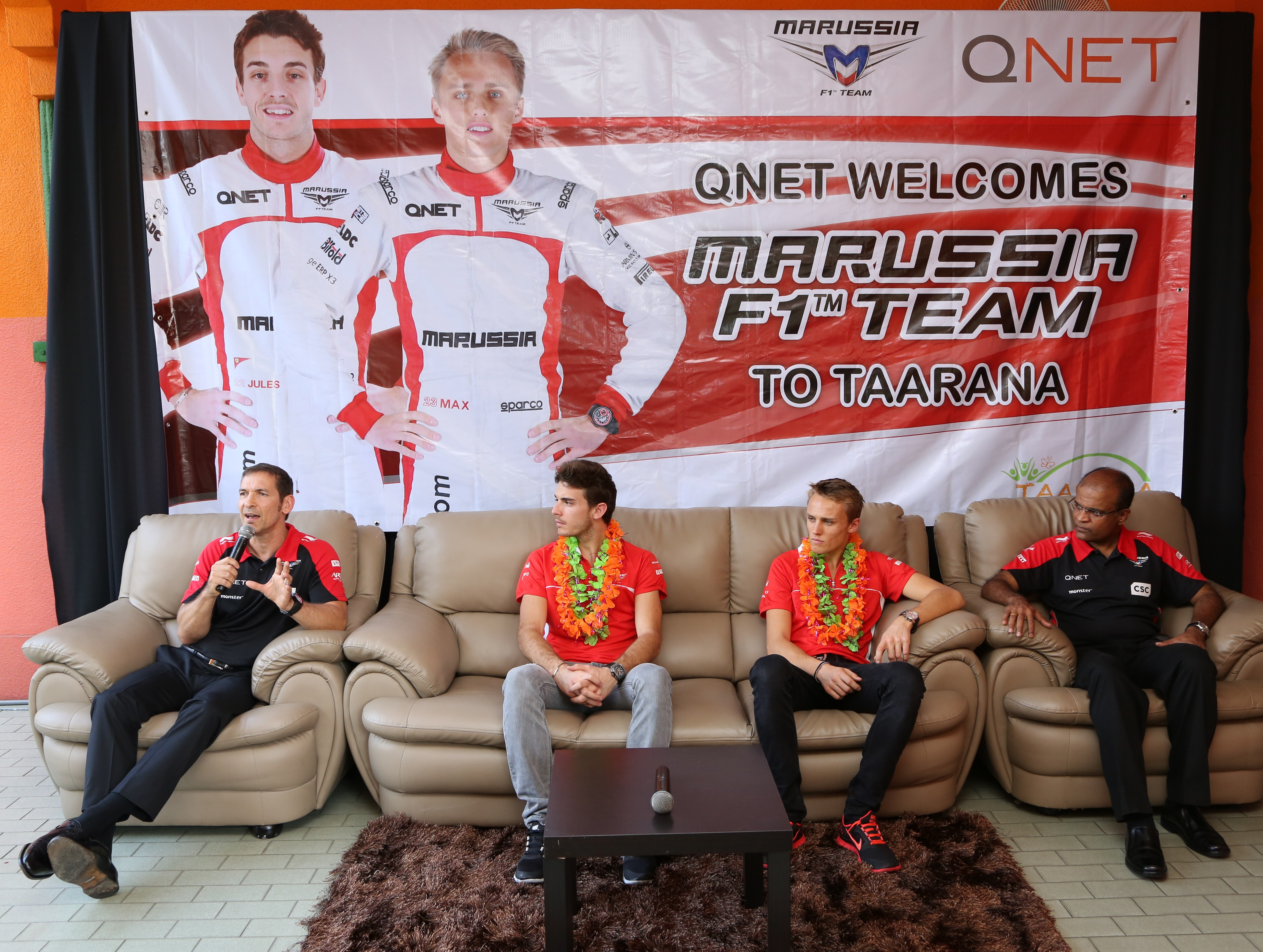
Tout au long de sa carrière en Formule 1, Jules Bianchi se montre plus compétitif que Max Chilton, son coéquipier chez Marussia.

À Sakhir au Grand Prix de Bahreïn, Jules Bianchi est remplacé par le Vénézuélien Rodolfo González, le pilote de réserve de Marussia, lors des essais libres du vendredi matin. Alors que la MR02 souffre de problèmes d'équilibre, le Français se qualifie en 20e position, en 1 min 36 s 178, battu par la Caterham de Charles Pic pour neuf dixièmes, mais devançant Chilton de deux dixièmes,. Parti 19e eu égard à la pénalité infligée à Esteban Gutiérrez pour avoir causé un accident en Chine, il termine à cette même position, à un tour de Vettel et devancé par Pic. Il explique cette mauvaise performance par la forte dégradation de ses pneumatiques sur ce circuit, bien qu'il ait réalisé le 14e meilleur tour en course,,.
Trois semaines plus tard, en Espagne, le Français, en difficultés avec une monoplace manquant d'équilibre dans les virages rapides du circuit de Barcelone, malgré une meilleure adhérence, réalise le 20e temps qualificatif en 1 min 24 s 713, battu pour cinq centièmes par la Caterham de Giedo Van der Garde,. Au départ, une touchette avec un autre pilote l'oblige à changer d'aileron avant. Alors dernier en sortant des stands, il double Max Chilton et tente de revenir au contact de Pic et Valtteri Bottas, mais l'usure de ses pneumatiques le contraint à renoncer, franchissant l'arrivée en 18e position, à deux tours du vainqueur Fernando Alonso. Bianchi estime qu'il aurait pu lutter avec le Finlandais si son aileron avant n'avait pas été endommagé.
Fin mai, Bianchi dispute le Grand Prix de Monaco, un lieu familier pour celui qui assistait étant enfant aux Grands Prix en Principauté. Cependant, ce qu'il considère comme son épreuve à domicile s'avère laborieux : en qualifications, le moteur Cosworth de sa Marussia MR02 prend feu à la sortie des stands, l'empêchant de couvrir le moindre tour,. Qualifié 21e, il s'élance depuis la voie des stands afin de résoudre un problème électrique l'empêchant de sélectionner les rapports de sa boîte de vitesses survenu au moment de la mise en grille. Victime collatérale de l’accrochage entre Chilton et la Williams de Pastor Maldonado au 45e tour, le nez de sa monoplace est légèrement endommagé. Alors dernier au classement, son disque de frein avant-droit casse 13 boucles plus loin et Bianchi sort de la piste à Sainte-Dévote, le contraignant pour la première fois à l'abandon,.

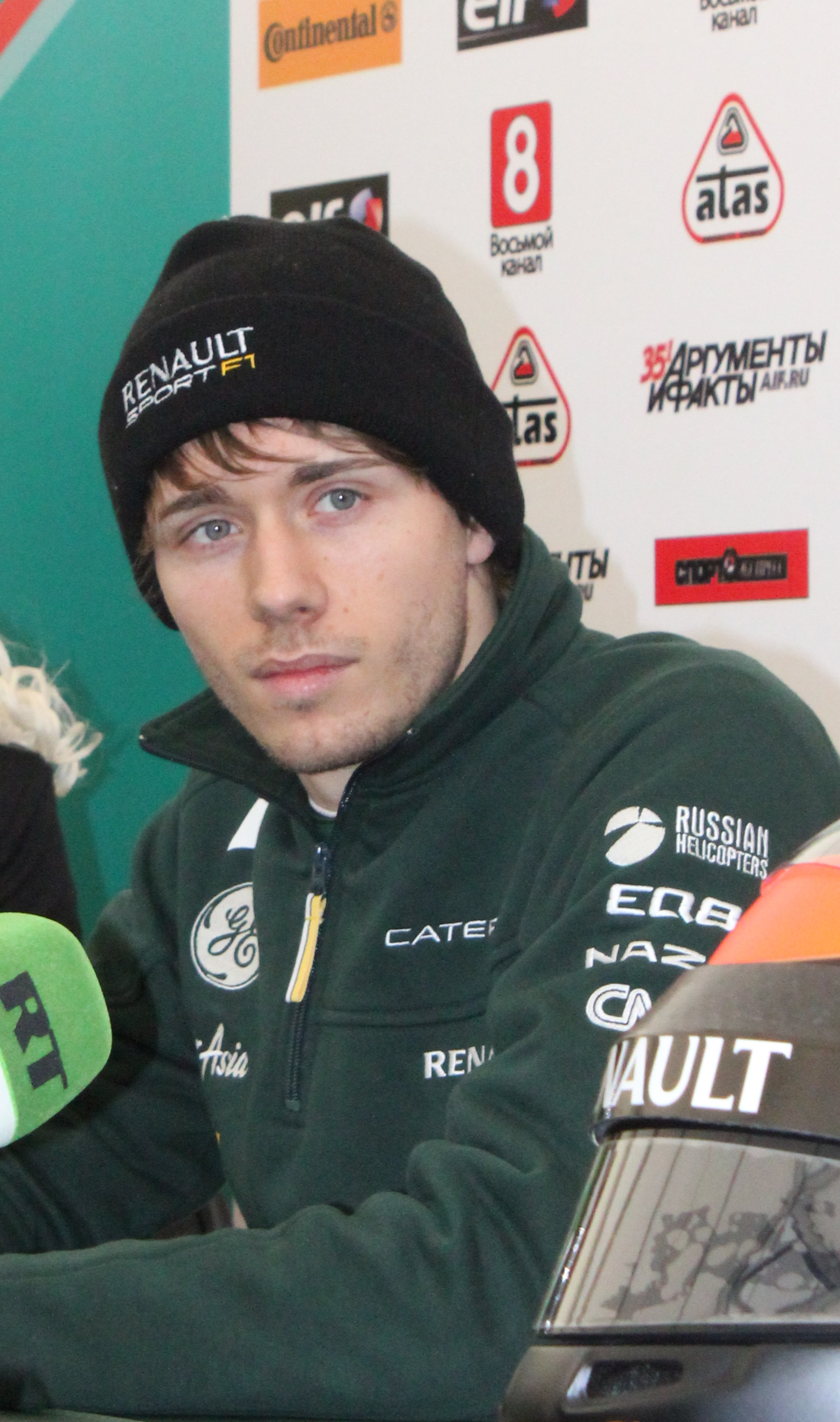
Charles Pic, ancien pilote Marussia ayant trouvé refuge chez Caterham, est l'un des rivaux directs de Jules Bianchi en 2013.

Deux semaines plus tard, au Canada, après s'être fait piéger la veille sur une zone humide, Bianchi réalise le 20e temps des qualifications sur le circuit Gilles-Villeneuve, en 1 min 26 s 508, devançant Chilton de cinq dixièmes, mais rendant près d'une seconde à Pic. Le Français n'a en effet pas pu améliorer ce temps en raison d'un début d'averse au cours de son tour rapide, alors que sa monoplace se montre plus compétitive que prévu, selon ses dires,. Doublé par Giedo Van der Garde au départ, le pilote Marussia prend rapidement l'avantage sur les Caterham et finit 17e au terme d'une stratégie à un arrêt, à deux tours de la Red Bull RB9 de Sebastian Vettel,.
Malgré un début de saison européenne un peu plus délicat que le début du championnat, Bianchi considère qu'il a « vécu un assez bon début de saison chez Marussia », d'autant que « la voiture ne cesse de progresser et c’est très encourageant », même s'il reste des détails à régler au niveau du baquet. Pour son patron, John Booth, il se dit très chanceux d'avoir le Français à ses côtés et que les performances de son écurie sont supérieures à ce à quoi il s'attendait, Marussia dominant Caterham pour la première fois et étant parfois en mesure de rivaliser avec Williams. Cet avis est partagé par Max Chilton, « le premier à admettre qu'il est au top niveau » et qui apprend beaucoup en comparant ses données avec celles de son équipier.
Le Grand Prix de Grande-Bretagne, qui se tient fin juin à Silverstone n'est pas plus satisfaisant. Ayant peu de temps pour régler sa monoplace sur une piste sèche après des essais libres disputés sous la pluie, Bianchi est dominé une nouvelle fois par Pic en qualifications, le Français ne réalisant que le 20e temps, en 1 min 34 s 108, mais devance Chilton de plus de 1,8 seconde. Il gagne une place sur la grille à la suite de l'exclusion de Paul di Resta, sa Force India VJM06 ne respectant pas le poids réglementaire,. En course, il prend un mauvais départ et est dépassé brièvement par son équipier. Le pilote Caterham, au volant d'une CT03 plus performante que la MR02, ne permet jamais à Bianchi de le dépasser, ce dernier finissant 16e, à cinq secondes de son compatriote et à 36 secondes du vainqueur Nico Rosberg, ce faible écart s'expliquant par l'intervention de la voiture de sécurité à dix tours de la fin de l'épreuve,.
Bien que désireux de mieux faire après une course difficile qui a vu Charles Pic prendre l'ascendant sur Marussia, Bianchi cède à nouveau son baquet à Rodolfo González pour la première séance d'essais libres du Grand Prix d'Allemagne, disputé la semaine suivante sur le Nürburgring, un circuit où le Français a remporté plusieurs courses en formules de promotion. Le vendredi après-midi, John Booth annonce que Bianchi a été pris de maux d'estomac pendant la nuit, son remplacement par le Vénézuélien, prévu depuis longtemps, étant fortuit. Son écurie lui fait parcourir dix tours et interrompt ses essais pour le ménager, ce qui ne l'empêche pas de tourner six dixièmes plus vite que Chilton,. Partiellement rétabli le lendemain, le pilote Marussia se qualifie en 20e position, derrière Pic, avec un temps en 1 min 33 s 063, mais il récupère la place de son rival sur la grille, celui-ci étant pénalisé par son changement de boîte de vitesses,. Auteur d'un mauvais départ le lendemain, Bianchi est dépassé par van der Garde et lutte pour contenir Pic et Chilton. Peu après avoir pris l'avantage sur le Néerlandais, son moteur Cosworth explose peu après son deuxième arrêt aux stands au 22e tour. S'arrêtant au bord de la piste, il quitte sa monoplace, qui, eu égard au vallonnement de la piste, la traverse en marche arrière alors que la grue s'approche d'elle pour l'évacuer, ce qui entraîne la sortie de la voiture de sécurité. Très déçu de sa course, Bianchi, comme son équipe, est cependant soulagé qu'aucun accident ne soit survenu,,.

#### Derrière Caterham après la pause estivale

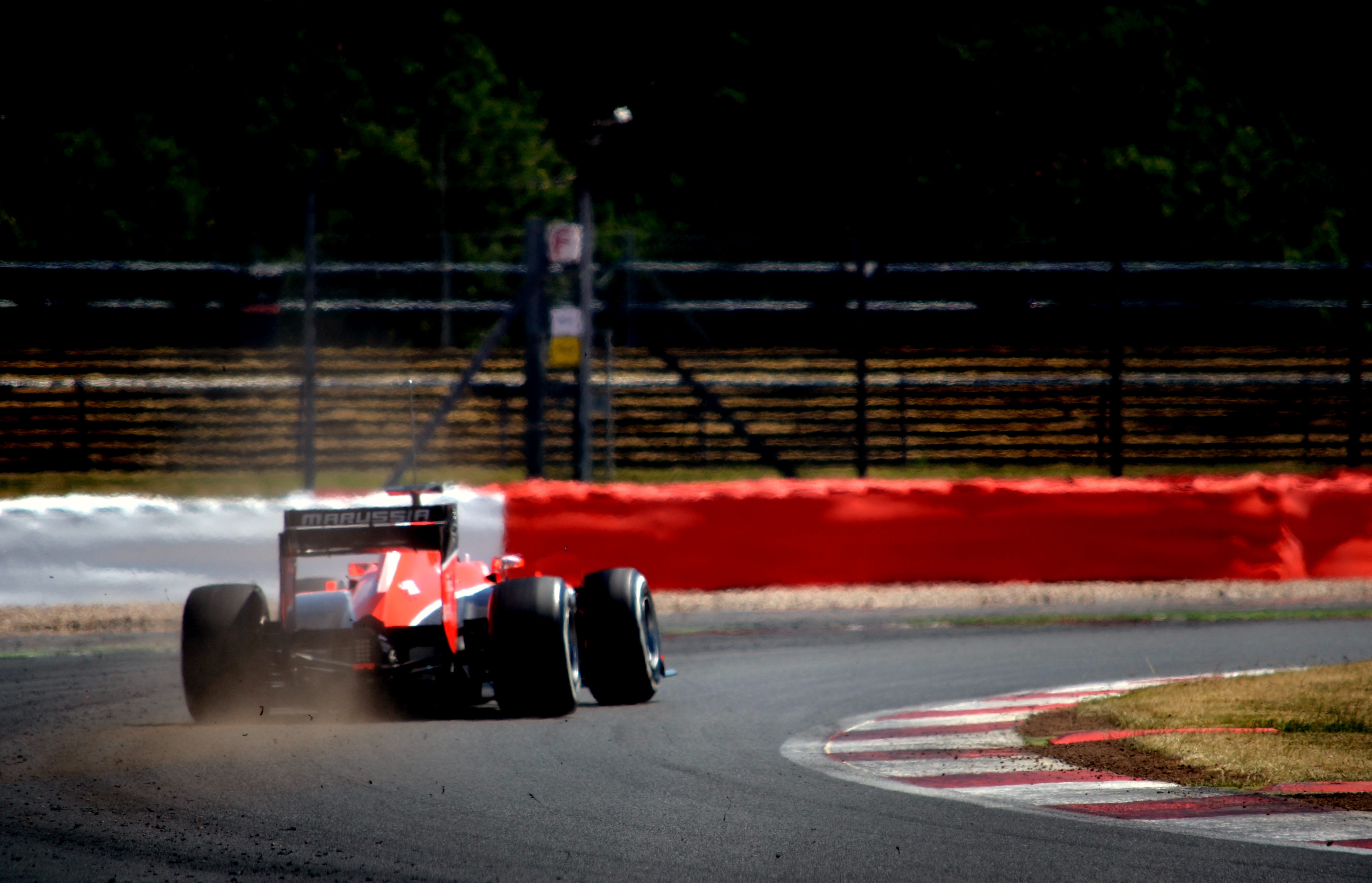
Jules Bianchi lors des essais pour jeunes pilotes à Silverstone.

À la mi-juillet, Bianchi participe à la troisième et dernière journée d'essais privés pour les jeunes pilotes à Silverstone, il boucle 39 tours et réalise le 16e et dernier meilleurs temps de la séance, battu pour quatre dixièmes par Rodolfo González, le pilote de réserve de l'écurie. Dans le même temps, Marussia F1 Team annonce, outre le départ de son consultant technique, Pat Symonds, que la Scuderia Ferrari lui fournira ses nouveaux moteurs V6 turbo et ses boîtes de vitesses à compter de la saison 2014, cette nouvelle collaboration étant favorisée par le placement de Bianchi par l'écurie italienne au sein de l'écurie de Banbury. Enfin, le fabricant de casques Schuberth vend aux enchères plusieurs casques de pilotes de Formule 1, afin de récolter des fonds pour venir en aide aux sinistrés des inondations dans le sud de l'Allemagne survenues un mois plus tôt. Parmi les casques, celui dédicacé de Bianchi a été adjugé à 4 890 euros.
Souhaitant terminer la première partie de la saison sur une note positive, Bianchi et son écurie subissent pourtant la domination de Caterham F1 Team durant l'épreuve hongroise, au Hungaroring. Obligé de composer avec une monoplace en difficultés sur ce tracé, il ne devance que Max Chilton en qualifications, avec le 21e temps en 1 min 23 s 787, à quatre dixièmes de Giedo Van der Garde,. Incapable de suivre les monoplaces malaisiennes à cause d'une forte dégradation des pneumatiques arrière de sa voiture, mal équilibrée, il termine 16e devant son équipier, à trois tours de Lewis Hamilton,.
Pendant la pause estivale, Luca Baldisserri, qui dirige la Ferrari Driver Academy, juge satisfaisant les débuts de son protégé en Formule 1 et déclare réfléchir sur l'évolution de sa carrière, conscient que le Français est incapable de se battre en milieu de peloton avec l'écurie russe. Il dit aussi se « concentrer sur la gestion du stress » de Bianchi, domaine dans lequel « il a déjà effectué de gros progrès ». Alors que John Booth souhaite conserver son duo de pilotes pour 2014, le Niçois pense que l'arrivée du moteur Scuderia Ferrari chez Marussia constitue une « bonne option que de rester dans cette équipe », alors que des rumeurs font état de son remplacement par le Danois Kevin Magnussen, membre du McLaren Young Drivers Programme, s'il est amené à rejoindre une autre écurie la saison prochaine,,.
Fin août, le championnat reprend à Spa-Francorchamps pour le Grand Prix de Belgique. Lors des qualifications, disputées sur une piste s'asséchant, Jules Bianchi, comme les autres pilotes de fond de grille, chausse les pneus slicks, ce qui lui permet de se classer en onzième position, synonyme de participation à la Q2 pour la première fois de sa carrière, avec Chilton. Le Français réalise finalement le 15e temps en 1 min 52 s 563, entre van der Garde et le Britannique. Pour Bianchi, ce résultat « fantastique n'était pas dû à la chance », mais à un « pari » osé,,. Sur une piste sèche le lendemain, Bianchi et Chilton sont logiquement dépassés par les pilotes des écuries de milieu de grille et stagnent en fond de classement, le premier finissant 18e et avant-dernier, à un tour de Sebastian Vettel et un tour devant Chilton, malgré un problème de radio survenu dès le début de la course,.
Deux semaines plus tard, à Monza en Italie sur un « circuit qu'il aime », Bianchi sort dans les graviers dans le deuxième Lesmo lors de la deuxième séance d’essais libres après avoir laissé son baquet à Rodolfo González le matin. Pénalisé par un moteur Cosworth en retrait face aux autres moteurs du plateau sur le plus rapide tracé du championnat et par une voiture mal équilibrée, Bianchi rend une demi-seconde aux pilotes Caterham et ne réalise que le 21e temps qualificatif, en 1 min 27 s 085, ne battant que son équipier,. Malgré un bon départ qui lui permet de doubler Pic et van der Garde, le pilote Marussia leur rend leurs positions dès la fin du premier tour. Se plaignant de l'équilibre de sa monoplace, il parvient toutefois à lutter brièvement avec le Néerlandais à mi-course, mais il franchit la ligne d'arrivée en 19e position, juste devant Chilton, dernier et, à un tour de Vettel,.
Le manque de développement de la Marussia MR02 par rapport à la Caterham CT03 se fait encore ressentir à Singapour, son premier Grand Prix disputé de nuit. Faisant face à des problèmes de sous-virage, Bianchi se qualifie à nouveau en 21e position, en 1 min 48 s 830, rendant une demi-seconde aux monoplaces malaisiennes,. Malgré un bon départ qui lui permet de prendre le meilleur sur Charles Pic, mais à son premier arrêt au dixième tour, il perd les rapports de sa boîte de vitesses. Retournant rapidement aux stands pour changer de volant, le Français fait la course en dernière position, puis profite de la sortie de la voiture de sécurité à mi-parcours pour revenir dans le tour de ses concurrents. Il rattrape son compatriote à sept tours de l'arrivée, mais ses pneumatiques ne lui permettent pas de doubler Chilton et il finit 18e, à un tour de Vettel et derrière son coéquipier, qui le bat pour la première fois de la saison,.
Deux semaines plus tard, en marge du Grand Prix de Corée du Sud disputé sur le Circuit de Yeongam, Marussia annonce avoir prolongé le contrat de Jules Bianchi pour une saison supplémentaire, qui dit se sentir « comme à la maison » dans la petite écurie russe. Espérant que sa MR02 soit plus compétitive sur le tracé sud-coréen, il laisse à nouveau son baquet à Rodolfo González le vendredi matin. En qualifications, alors 21e temps devant Chilton en 1 min 41 s 169, il gêne Paul di Resta dans son tour rapide et ce dernier se plaint auprès des commissaires de piste. Bien que le Français soit dans son droit, car lui aussi dans un tour rapide, il écope d'une pénalité de trois places sur la grille de départ, le reléguant en 22e et dernière position. Il espère néanmoins être dans le rythme de Pic et van der Garde en course,,. Au départ, il se débarrasse rapidement de Chilton et se retrouve en lutte avec les pilotes Caterham. Longtemps devant van der Garde, il est contraint de préserver ses pneumatiques et de le laisser passer, finissant 16e à 1 min 7 s de Vettel, quatre secondes des Caterham, mais juste devant Chilton,.

#### Une meilleure fin de saison pour une dixième place au championnat des constructeurs

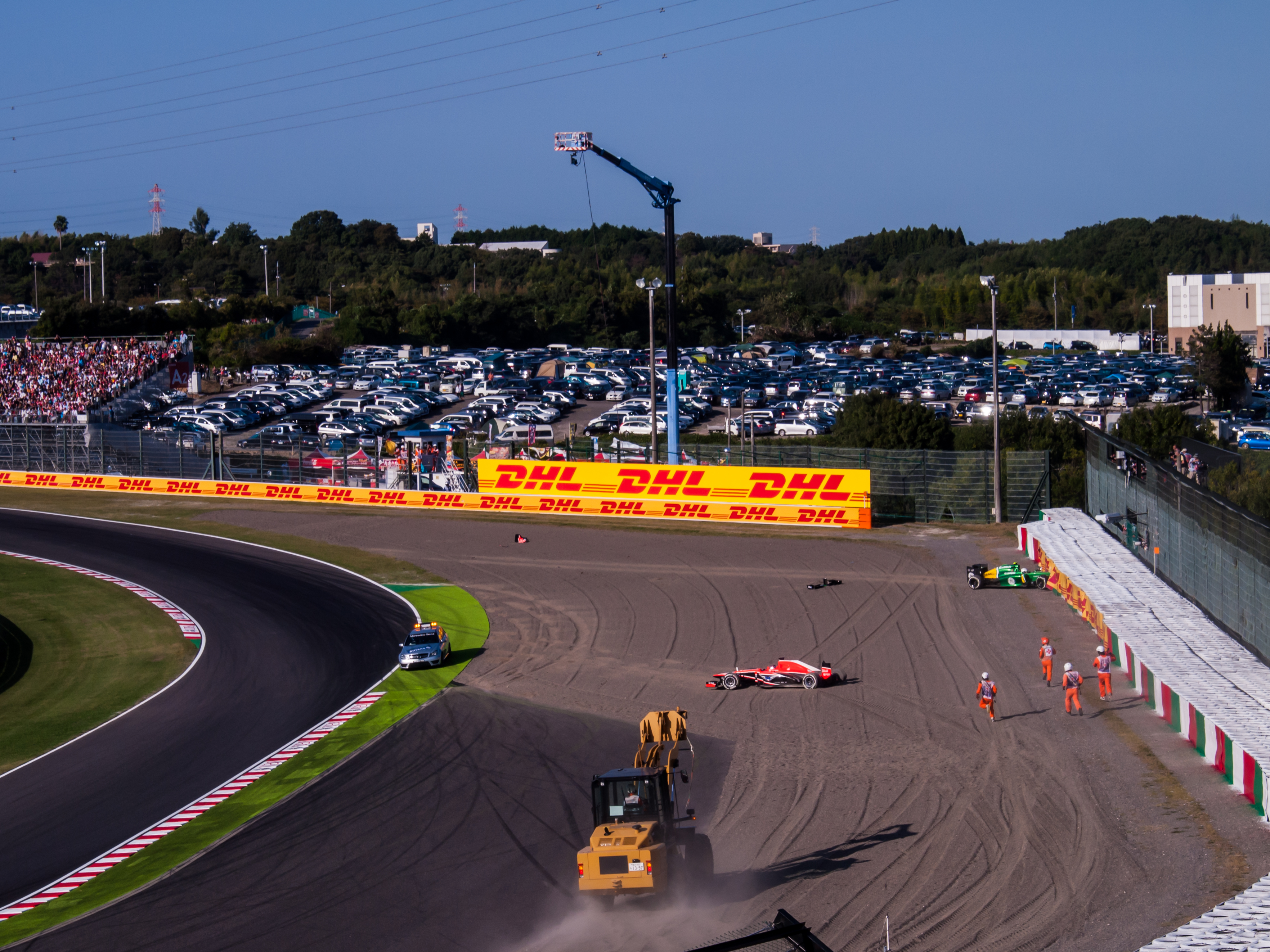
Au Japon, Bianchi et van der Garde s'accrochent au premier virage et finissent leur course dans les graviers.

Lors de l'épreuve japonaise à Suzuka, le week-end de Grand Prix commence mal pour Bianchi qui encastre sa monoplace dans un mur de pneus dans le virage Degner après huit tours couverts durant les essais libres. Disposant du châssis de réserve pour le reste du Grand Prix, il se qualifie en dernière position en 1 min 34 s 958, battu de près d'une demi-seconde par les pilotes Caterham et Max Chilton, qui le devance pour la première fois de la saison. Pénalisé de dix places sur la grille pour avoir reçu trois réprimandes, tout comme Charles Pic, il part néanmoins de la 21e place sur la grille, profitant de la pénalité infligée à Adrian Sutil pour avoir changé de boîte de vitesses, les pénalités s'appliquant en fonction de leur ordre d'application,,. En course, Giedo Van der Garde accroche dès le premier virage l'aileron arrière de la Marussia MR02 de Bianchi, qui reste coincé dans les graviers et le contraint à l'abandon. Pour celui-ci, « au final je pense que c'est un week-end qui n'était pas fait pour bien se passer pour moi, ce qui est dommage parce que j'adore le circuit de Suzuka »,.
Sur le Circuit international Buddh pour le Grand Prix d'Inde, Bianchi bat Chilton et les deux pilotes Caterham pour la première fois depuis le Grand Prix de Chine, en se qualifiant en 19e position, avec un temps en 1 min 26 s 970. Auteur d'un bon début de course, le Français se retrouve brièvement en 15e place avant de lutter le reste de l'épreuve face à son équipier. Toutefois, son premier arrêt s'avère plus long que prévu et il se montre incapable de prendre l'avantage sur le Britannique. Il franchit l'arrivée en 18e et avant-dernière position, à deux tours de Vettel et derrière Chilton pour la deuxième fois de la saison, mais reste optimiste quant au potentiel de sa monture pour la fin du championnat,.
Début novembre a lieu le Grand Prix d'Abou Dabi sur le circuit Yas Marina. Auteur du 20e temps des qualifications en 1 min 43 s 398, devant Pic et Chilton qu'il bat pour huit dixièmes, Bianchi écope d'une pénalité de cinq places sur la grille de départ pour avoir changé de boîte de vitesses, l'ayant endommagé après avoir heurté les barrières du deuxième virage du circuit lors de la troisième séance d'essais libres, ce qui le relègue en 22e et dernière position,. En course, le Français dépasse son équipier dès le premier tour, mais n'est pas dans le rythme des Caterham, plus véloces d'une seconde au tour en moyenne sur les monoplaces russes. Il termine 20e et avant-dernier, juste devant Chilton, à deux tours de Vettel,.

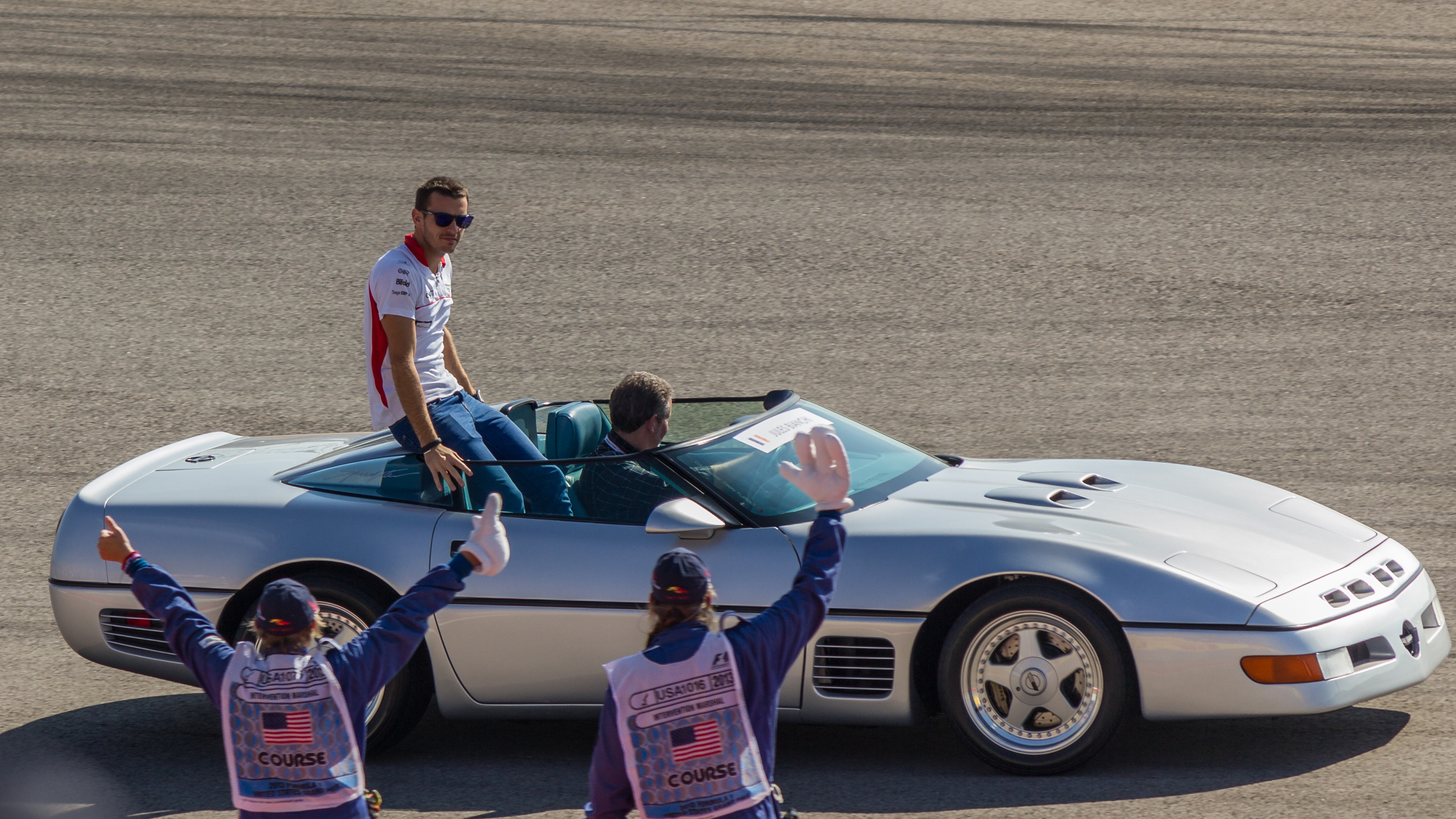
Jules Bianchi pendant la parade des pilotes du Grand Prix des États-Unis 2013.

Deux semaines plus tard sur le circuit des Amériques aux États-Unis, remplacé par Rodolfo González le vendredi matin, Bianchi est gêné par l'équilibre inconstant de sa Marussia lors de la deuxième séance d'essais libres. Ce problème persiste en qualifications, où il réalise le 20e temps en 1 min 40 s 528, s'intercalant avec quelques centièmes d'écart entre les deux pilotes Caterham et meilleur que Chilton pour près d'une seconde,. Le Français prend l'avantage sur van der Garde dès le départ et domine le groupe des monoplaces de fond de grille tout au long de l'épreuve, en adoptant une stratégie à un arrêt, chaussé de pneus durs la majeure partie de la course. Il termine 18e, à un tour de Vettel et se montre satisfait d'avoir contenu les pilotes Caterham tout au long de la course pour protéger la dixième place de l'écurie au championnat du monde des constructeurs, dans ce qu'il dit être « la course la plus difficile de la saison »,.
Voulant avec Chilton « tout donner » lors de l'ultime manche du championnat à Interlagos au Brésil pour permettre à Marussia de conserver la dixième place du championnat des constructeurs devant Caterham (pour ce faire, l'écurie malaisienne ne doit pas faire mieux que 13e, la meilleure performance de Marussia établie par Bianchi en Malaisie), synonyme d'une prime de 10 millions d'euros et le paiement par la Formula One Management des frais de déplacement de l'écurie sur tous les Grands Prix de la saison prochaine, Bianchi s'étonne qu'il s'agisse « déjà de la dernière course » du championnat,. Luttant avec l'équilibre de sa voiture, il se qualifie en 21e position, avec un temps en 1 min 28 s 366, à 46 centièmes de van der Garde qu'il pensait pouvoir devancer sur la grille s'il n'avait pas commis d'erreur dans son unique tour rapide, la pluie humidifiant de plus en plus la piste,. Dépassant les Caterham au premier tour, ces dernières prennent l'ascendant sur Bianchi quelques boucles plus loin, van der Garde se hissant même en 14e position au 18e tour. Toutefois, Charles Pic abandonne sur casse de suspension arrière-droite, tandis que le Néerlandais écope d'un drive-through pour avoir ignoré les drapeaux bleus lui signifiant que les meneurs de la course allaient lui prendre un tour. Bianchi termine 17e de cette dernière course, à deux tours de Vettel,.
À l'issue de la saison, le pilote français termine à la 19e place finale du championnat du monde des pilotes 2013, avec aucun point et pour meilleur résultat, une 13e place, devançant son coéquipier Max Chilton, 23e ; son écurie russe Marussia F1 Team termine à la dixième et l'avant-dernière place du championnat du monde des constructeurs, devançant Caterham pour la première fois de son histoire, soit son meilleur résultat en Formule 1. Satisfait de cette « année importante pour [lui] », le Niçois, qui a largement dominé son équipier tout au long du championnat, n'est plus considéré par les observateurs comme étant un pilote brouillon, eu égard à quelques maladresses lors de ses passages en formules de promotion. Restant en 2014 dans une écurie où il se sent comme chez lui, où il est source de motivation pour celle considérée comme le petit poucet du plateau, il espère marquer rapidement son premier point en Formule 1 tandis que la Scuderia Ferrari réfléchirait à le placer dans une équipe de milieu de grille si ses performances restent de bonne facture en 2014.

### De l'exploit de Monaco à la course fatale de Suzuka (2014)

#### Un début de saison mouvementé par les accidents et problèmes techniques
En 2014, Cosworth s'étant retiré de la Formule 1, Marussia bénéficie d'un partenariat moteur avec Ferrari. Toutefois, l'avenir de l'écurie russe semble incertain lors de l'intersaison. En effet, le propriétaire de Marussia, Andreï Cheglakov, tente sans succès d'acheter les parts de Toto Wolff dans l'écurie Williams, puis envisage de fusionner son équipe avec l'écurie suisse Sauber. L'inscription de Marussia au championnat 2014 n'est confirmée que début février, l'écurie ayant payé au dernier moment les 378 000 euros de droits d'inscription,.
Lors de l'intersaison, Jules Bianchi participe avec Marussia et Ferrari aux essais des nouveaux pneumatiques Pirelli à Bahreïn en décembre 2013. Il est également annoncé comme participant à la Florida Winter Series, un championnat de Formule Abarth organisé en Floride par la Ferrari Driver Academy, mais il n'y participe finalement pas. En janvier 2014, il prend part à la Desafio Internacional das Estrelas, course de karting organisée au Brésil par Felipe Massa.
La nouvelle monoplace, la MR03, effectue peu de roulage lors des essais hivernaux en raison du retard pris sur l'assemblage de la voiture et d'un cheval de Troie qui a paralysé les systèmes informatiques de l'écurie de Banbury,. Néanmoins, Marussia, qui dispose du plus modeste budget du plateau, espère « entrer en Q2 régulièrement et ce grâce au facteur performance » lors des qualifications et marquer régulièrement des points cette saison,. Les observateurs estiment que l'écurie russe a beaucoup progressé, notamment grâce à une monoplace améliorée, un nouveau moteur et un duo de pilotes inchangé : le pilote McLaren Racing Jenson Button pense même que « les gens vont être surpris à quel point ils seront compétitifs ».
Après l'adoption par la Fédération internationale de l'automobile de la règle sur les numéros permanents en Formule 1, Jules Bianchi choisit les numéros 7, 27 et 77. Cependant, ces numéros reviennent à Kimi Räikkönen, Nico Hülkenberg et Valtteri Bottas, ces derniers étant mieux classés que le Français au championnat du monde des pilotes 2013. Finalement, il obtient le no 17,.
Lors de la manche inaugurale, disputée en Australie, Bianchi se qualifie en 18e position en 1 min 34 s 794, devancé d'une demi-seconde par son équipier, en raison de problèmes électroniques et de boite de vitesses,. Le lendemain, les deux pilotes, perturbés par des coupures de moteur, s'élancent depuis la voie des stands du circuit de l'Albert Park. Bianchi, dont le problème de moteur persiste sur sa monoplace, retourne aux stands dès le début de l'épreuve et repart avec six tours de retard sur les leaders de l'épreuve. Non classé, il termine finalement à huit tours du vainqueur Nico Rosberg (Mercedes). S'il ne s'attendait « pas à rouler » en course, eu égard à l'inquiétant problème de sa monoplace, le Français est satisfait d'avoir accumuler les kilomètres afin de recueillir un maximum de données sur le groupe propulseur Ferrari,.
Quinze jours plus tard, il arrive sur le circuit international de Sepang en Malaisie dans un état fiévreux, souffrant d'une angine et d'un mal de gorge intense, ce qui le contraint à ne pas participer à la conférence de presse des pilotes organisé le mercredi. Il reste finalement cloué au lit pendant quatre jours et, n'arrivant pas à boire, perd 1,5 kilogramme,. Lors des qualifications, disputées sous la pluie, Jules Bianchi, auteur du 19e temps en 2 min 2 s 702, se montre plus rapide que son équipier d'une seconde et sept dixièmes et devance les deux Caterham CT05 de Kamui Kobayashi et Marcus Ericsson. Sa course tourne court puisque dans le virage no 4 du premier tour, son pneu arrière gauche est percuté par la Toro Rosso de Jean-Éric Vergne. Ne pouvant plus freiner, Bianchi percute alors par l'extérieur la Lotus du Vénézuélien Pastor Maldonado. Les deux Français sont contraints à rentrer aux stands et le pilote Marussia écope d'un stop-and-go de cinq secondes pour son accrochage avec Maldonado. Il abandonne finalement au bout de huit tours. Bianchi s'avère frustré et désigne son compatriote comme le responsable de son abandon, alors qu’il avait réussi à dépasser quelques concurrents malgré un mauvais départ. Vergne reconnait sa faute en expliquant qu'il était coincé entre le pilote Marussia et une Caterham et qu'il s'est montré trop ambitieux de pouvoir doubler ces deux monoplaces,.

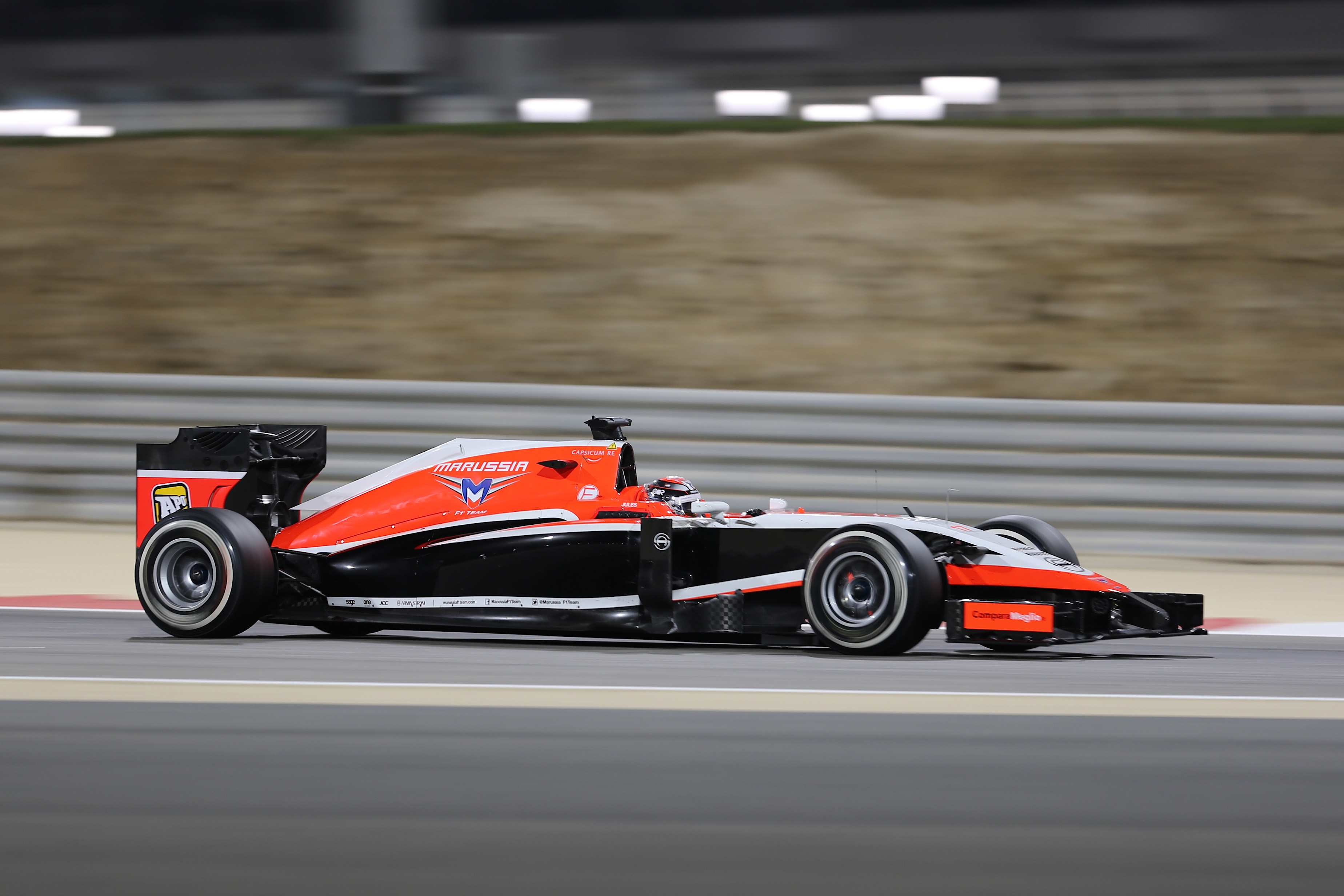
À Sakhir, Jules Bianchi, victime d'un accrochage avec Sutil, termine à un tour du vainqueur Lewis Hamilton et est devancé par Max Chilton pour la troisième fois consécutive.

La semaine suivante, lors du Grand Prix de Bahreïn, Bianchi pointe à la 16e place qualificative, synonyme de passage en Q2, mais quatre pilotes améliorent leur temps et le font rétrograder à la 21e position, devançant Ericsson et Chilton pour quatre dixièmes, mais derrière Kobayashi pour 225 millièmes. « Très content » de son meilleur tour, il avoue cependant souffrir d'une perte de puissance en ligne droite, le pénalisant de trois dixièmes par rapport à son coéquipier,. Lors de la course, disputée de nuit, il prend un bon départ et se retrouve 16e à l'issue du premier tour, mais, 17 boucles plus loin, il est impliqué dans un accrochage avec la Force India d'Adrian Sutil, obligeant ce dernier à abandonner et le Français à changer son pneu arrière gauche. Les commissaires de course jugent le pilote Marussia responsable de la collision et lui infligent un drive-through et un retrait de deux points sur son permis, tandis que ce dernier rejette la faute sur Sutil. Pénalisé par un plancher endommagé, ce qui entraîne une perte d'appui et complique la maîtrise de la Marussia MR03, le Français termine sa première course de la saison en 16e et avant-dernière position, à un tour des autres pilotes,.
Au Grand Prix de Chine, disputé sur le circuit international de Shanghai, Bianchi espère « avoir un peu plus de chance » que lors des précédents Grands Prix. Malgré un problème au niveau du système de carburant qui le fait manquer la majeure partie de la première séance d'essais libres du vendredi, il réalise le 19e temps des qualifications en 1 min 59 s 326, battu de 66 millièmes par Kobayashi, mais devançant Ericsson et Chilton d'environ une seconde et demi,. Pendant la course, il se bat tout au long de l'épreuve face à la Caterham du Japonais : les deux se dépassent régulièrement mais Kobayashi prend l'avantage à deux virages de l'arrivée. Cependant, les résultats de la course, bien prévue sur une distance initiale de 56 tours, prennent en compte le classement établi au 54e tour, le drapeau à damiers ayant été abaissé par erreur à l'issue du 55e tour. Dès lors, le dépassement de Kobayashi sur Bianchi n'est pas pris en considération et ce dernier se classe 17e de l'épreuve, à un tour du vainqueur Lewis Hamilton, mais devançant Max Chilton, 19e à l'arrivée, sur l'intégralité du week-end de Grand Prix pour la première fois de la saison. Le Français estime alors que « c'est un gros soulagement » que de terminer de si bonne manière les quatre premiers Grands Prix de cette saison, d'autant qu'il s'agit de sa « première course sans problème »,.

#### Des performances accrues et un exploit à Monaco
Alors que la saison européenne débute en Espagne, Marussia annonce que l'ingénieur de course de Bianchi depuis son arrivée en 2013, Paul Davison, est nommé à la tête du secteur performance de l'écurie russe et est remplacé par Francesco Nenci, un ancien collaborateur de l'écurie Sauber. L'équipe de Banbury explique toutefois que les deux hommes travaillent ensemble le temps du Grand Prix d'Espagne. En outre, la Marussia MR03 bénéficie d'améliorations aérodynamiques. En qualifications, le Français, 19e de la séance en 1 min 30 s 177, domine les Caterham mais est battu par Max Chilton pour six dixièmes, ce qui constitue la deuxième défaite en qualifications face à son coéquipier, la première depuis le Grand Prix du Japon 2013. Il explique cet écart par un freinage tardif et un blocage de roue au virage no 10 du circuit de Barcelone. En course, Bianchi s'élance de la 18e position sur la grille en raison d'une pénalité de dix places infligée à Jean-Éric Vergne pour une sortie des stands avec une roue mal fixée lors des qualifications,. Ayant pour objectif de suivre le rythme des pilotes Sauber, le Niçois tient à l'écart son équipier et les Caterham mais l'écart de performance avec l'écurie suisse reste néanmoins conséquent (en moyenne 0,3 à 1,1 seconde par tour) et, termine finalement 18e à deux tours du vainqueur, Lewis Hamilton. Il se montre alors optimiste et déclare que le moment de battre les Sauber « viendra », peut-être à Monaco, où il espère avoir « une meilleure opportunité »,.
Deux jours après ce Grand Prix, le Français prend part à la seconde des deux journées d'essais organisés à Barcelone ; il effectue un total de 55 tours et obtient le sixième temps de la séance, en 1 min 27 s 718.
La manche monégasque arrive deux semaines après le Grand Prix d'Espagne. Bianchi domine Chilton, Kamui Kobayashi et Marcus Ericsson et réalise le 19e temps qualificatif en 1 min 19 s 332. Le Français effectue ce temps avec son premier train de pneumatiques et ne bénéficie pas d'une piste claire lorsqu'il utilise un nouveau train de pneumatiques neufs, sans cela, il estime qu'il « aurait pu aller chercher les Sauber, voire la Q2 »,. Cependant, il est contraint de s'élancer depuis la 21e place sur la grille, en raison du changement de sa boîte de vitesses et du départ d'Ericsson depuis la voie des stands, sanction conséquente à son accrochage avec Felipe Massa en qualifications. En course, Pastor Maldonado, victime d'une défaillance de pompe à essence, ne prend pas le départ ; perturbés par son absence sur la grille, Bianchi, Max Chilton et Esteban Gutiérrez ne se placent pas sur le bon emplacement et sont pénalisés d'un stop-and-go de cinq secondes lors de leur premier changement de pneumatiques. Malgré un mauvais départ, le Français se retrouve 16e à la fin du premier tour. Les abandons successifs de Sebastian Vettel, de Daniil Kvyat, d'Adrian Sutil, de Jean-Éric Vergne, de Valtteri Bottas et de Gutiérrez, ainsi que la domination de ses concurrents directs et de Romain Grosjean lui permettent de se hisser à la dixième place au 60e tour. Il profite ensuite des déboires de Kevin Magnussen et de Kimi Räikkönen pour franchir la ligne d'arrivée en huitième position, à un tour de Rosberg. Toutefois, il est pénalisé de cinq secondes pour avoir effectué son stop-and-go sous le régime de la voiture de sécurité, déployée entre le 26e et le 30e tour, et est relégué à la neuvième place finale, marquant ainsi ses deux uniques points en Formule 1, les premiers également pour Marussia,.
Cette performance inédite pour la plus petite écurie du plateau vaut à Bianchi de nombreuses félicitations de la part des autres acteurs de la Formule 1. Très fier de ce résultat, il déclare : « Quelle course et quel résultat pour toute l'équipe. Je suis tout simplement heureux, mais tout d'abord je dois rendre hommage à tout le monde chez Marussia F1 Team pour avoir rendu cela possible. Personne ne sait quelle quantité de travail et de détermination va dans nos courses. Ce n'était pas une course facile, il y eut quelques hauts agréables sur le chemin, mais également quelques moments inquiétants. Ce qui compte à la fin est que nous sommes arrivés là et que nous pouvons savourer les hauts pendant longtemps ». Pour son manager, Nicolas Todt, « c'est un semi-exploit » et il espère dès lors en profiter pour lui permettre d'intégrer une écurie capable de marquer régulièrement des points. Cette performance réaffirme la reconnaissance de ses pairs, comme son ami le double champion du monde Fernando Alonso : « C'est fantastique et je suis heureux pour lui. Jules n'est pas seulement un membre de la Ferrari Academy, c'est aussi un ami. Nous passons souvent du temps ensemble à Maranello, nous jouons au foot, nous faisons du vélo, parfois nous voyageons ensemble vers certains circuits. Je suis fier de lui et de ce que ce résultat représente pour lui. Je ne doute pas qu'il fera une grande carrière, et j'espère que grâce à ce résultat il pourra avoir une meilleure voiture l'an prochain et montrer tout son talent ». Toutefois, le dépassement musclé qu'a opéré Bianchi sur Kamui Kobayashi à mi-course est critiqué par ce dernier, qui considère qu'il aurait pu être dans les points si le pilote Marussia ne l'avait pas touché à deux reprises et endommagé sa Caterham CT05. Grâce à ces points, Bianchi se classe 16e du championnat des pilotes, tandis que Marussia est neuvième.
Le Grand Prix suivant, disputé sur le circuit Gilles-Villeneuve, au Canada, a lieu la semaine suivante. Après avoir accidenté sa Marussia lors des essais libres, Bianchi se qualifie en 19e position, avec un temps en 1 min 18 s 359, à 11 centièmes de Chilton, 18e de la séance. Le Français, victime d'un problème de moteur, explique avoir fait une erreur de pilotage lors son meilleur tour, ce qui l'a empêché d'accéder à la deuxième phase de qualifications,,. La course tourne court puisqu'après avoir pris un bon départ lui permettant de tenir à distance ses poursuivants, il est violemment percuté par son équipier au troisième virage du premier tour, le Britannique ayant perdu le contrôle de sa monoplace. Bianchi se dit déçu alors que « c'était une course qui avait tant de promesses ».
Deux semaines plus tard se dispute le Grand Prix d'Autriche sur le Red Bull Ring pour la première fois depuis 2003. En qualifications, il devance son équipier et les Caterham, réalisant le 19e temps en 1 min 11 s 412, échouant pour six dixièmes à se qualifier pour la Q2,. Parti 18e en course à la suite du choix opéré par Romain Grosjean de s'élancer depuis la voie des stands après avoir changé de boîte de vitesses, le Français tente une stratégie à un arrêt et lutte avec Kobayashi, qui le devance jusqu'au 56e tour. Bianchi réduit ensuite l'écart avec la Lotus de Grosjean, mais pas suffisamment pour le dépasser et termine 15e à deux tours du vainqueur Nico Rosberg,.

#### De meilleures qualifications malgré l'interdiction des suspensions interconnectées

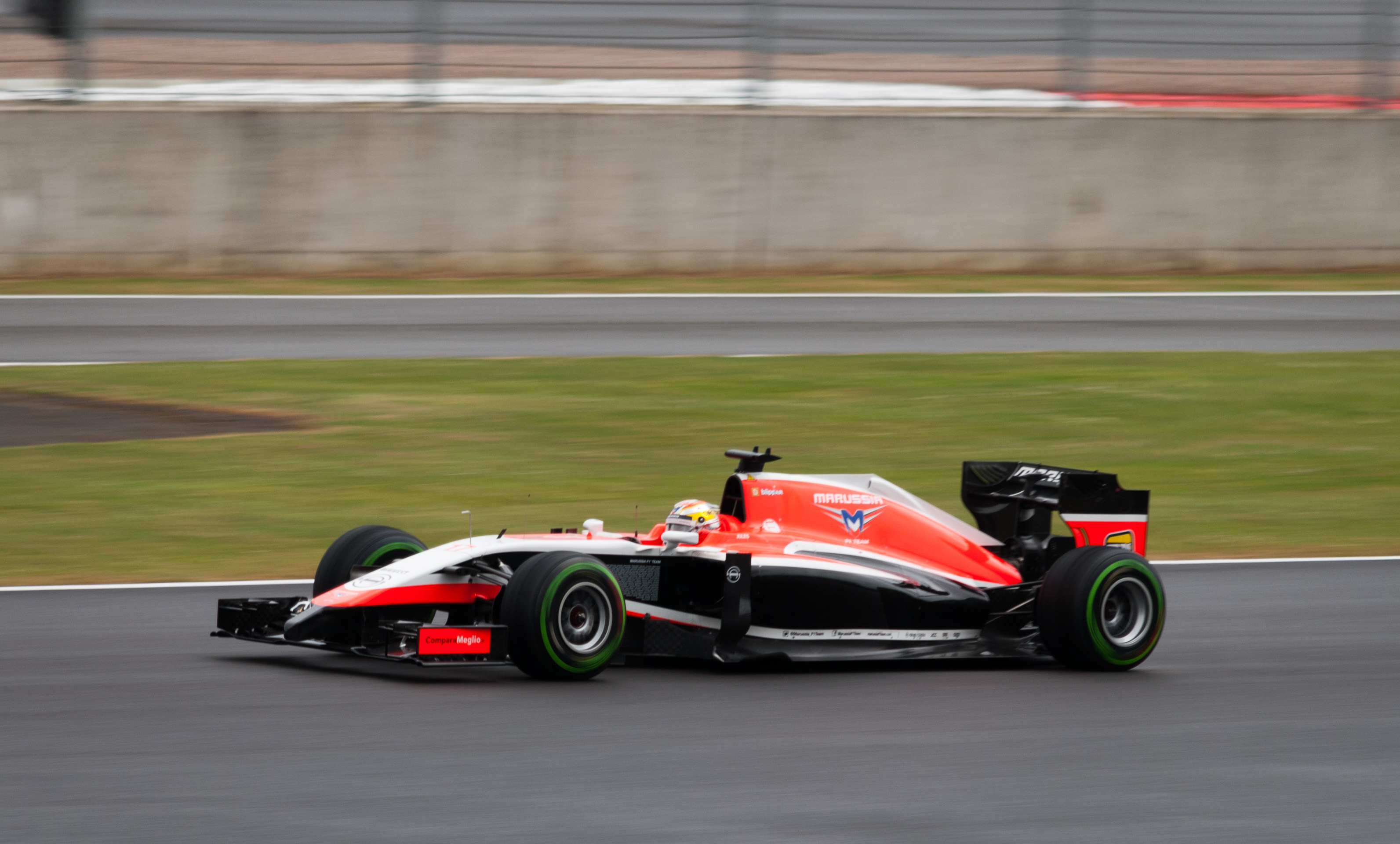
Sous la pluie, Jules Bianchi réalise sa meilleure qualification en Formule 1 lors du Grand Prix de Grande-Bretagne 2014.

En Grande-Bretagne, lors de la troisième séance d'essais libres, disputée sur une piste de Silverstone détrempée, Bianchi sort de la piste au virage Stowe et endommage légèrement sa Marussia MR03, qui a touché le rail. Lors des qualifications, elles aussi tenues sous la pluie, le Français se qualifie pour la Q2 après avoir réalisé le quatrième temps. Il échoue toutefois à atteindre la Q3, avec le douzième temps effectué avec des pneus slicks en 1 min 38 s 709, juste devant Max Chilton, réalisant la meilleure qualification de l'histoire de Marussia F1 Team. Bianchi estime néanmoins que le top 10 était possible s'il n'avait pas perdu de temps à cause du drapeau jaune provoqué peu avant la fin de la séance par la sortie de piste d'Esteban Gutiérrez,. En course, il profite du contact entre Jean-Éric Vergne et Sergio Pérez pour se hisser à la dixième place dès le deuxième tour. Il est toutefois logiquement dépassé par la plupart de ses concurrents, non sans tenter de les contenir et termine 14e, à un tour de Lewis Hamilton,.
Lors des essais privés tenus sur ce même circuit deux jours après le Grand Prix, Bianchi couvre 108 tours à bord de sa Marussia et réalise le cinquième temps de la journée, en 1 min 36 s 148. Le lendemain, il remplace Kimi Räikkönen, préservé par la Scuderia Ferrari à la suite de son accident lors de la course précédente et améliore son chrono de neuf dixièmes, se plaçant en tête de la feuille des temps. En marge de ces essais, le Français déclare qu'un baquet au sein de l'écurie italienne « est un objectif pour plus tard », mais pas en 2015, d'autant plus qu'il doit « encore beaucoup apprendre ». Toutefois, il se dit prêt à remplacer le Finlandais en cas de forfait de sa part lors de la course suivante.

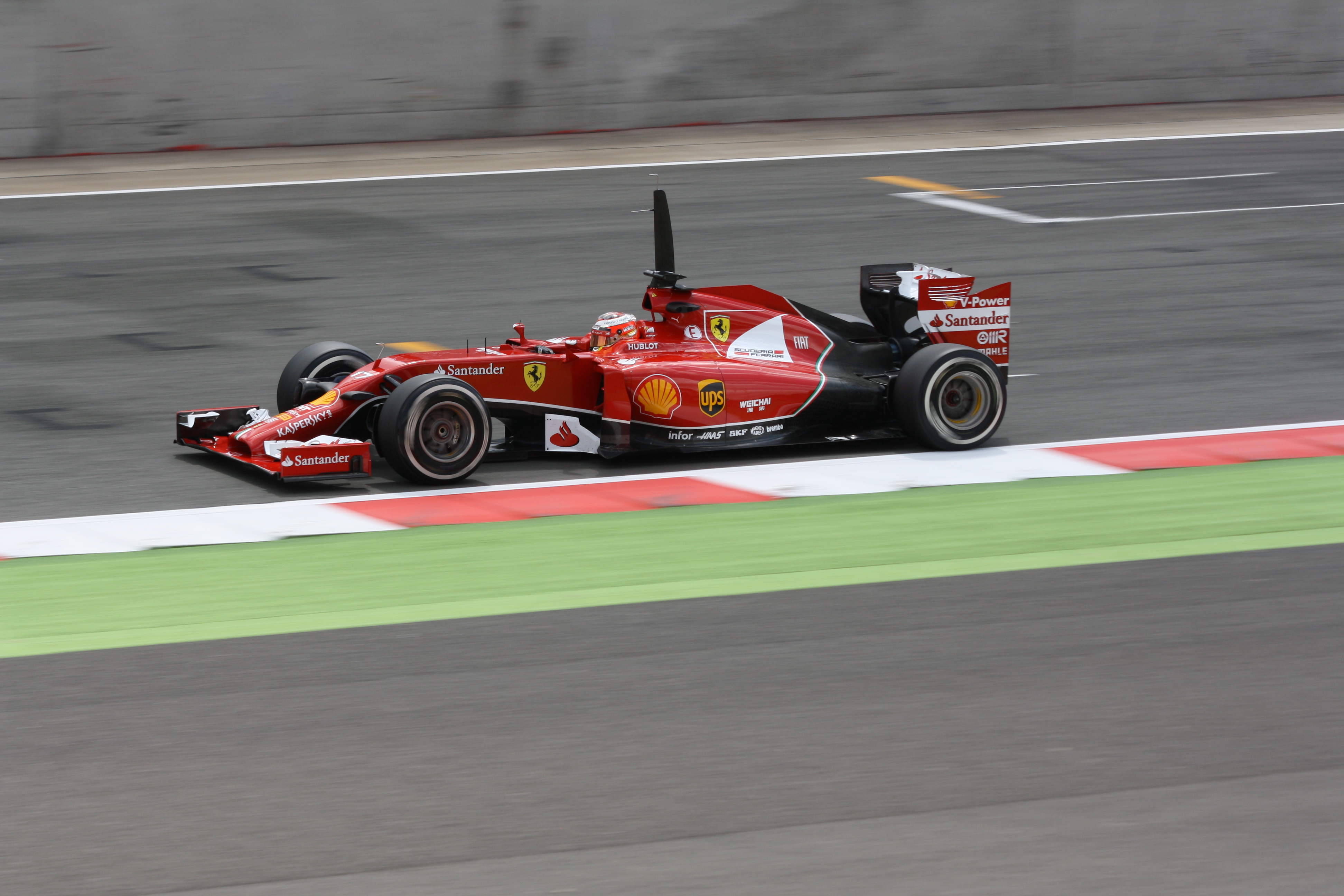
Jules Bianchi avec la Ferrari F14-T en essais privés à Silverstone.

Dix jours plus tard, à Hockenheim en Allemagne, Marussia et Bianchi se donnent pour objectif de se rapprocher plus encore des pilotes Sauber. Le Français décroche le 18e temps qualificatif en 1 min 19 s 676, devançant une nouvelle fois les Caterham et Chilton, mais aussi la Lotus E22 de Pastor Maldonado, très affaiblie par l'interdiction par la FIA du système de suspensions avant et arrière interconnecté FRIC. En course, le Niçois, placé sur la 17e place de la grille en raison de la pénalité infligée à Hamilton pour avoir changé de boîte de vitesses, cale au départ et se retrouve dernier, avant de rattraper Chilton et Kobayashi. Bien que sa monoplace soit mieux équilibrée qu'en début de week-end, il se montre incapable de suivre le rythme des Sauber et termine 15e, à un tour de Nico Rosberg,.
À l'approche du Grand Prix de Hongrie, disputé une semaine plus tard, Bianchi confie que l'objectif d'atteindre Sauber à la régulière est fortement compromis après l'interdiction du FRIC, suspensions interconnectées entre l'avant et l'arrière de la voiture, d'autant que Caterham, distancé en début de saison, semble reprendre du terrain face à l'écurie russe. Toutefois, optimiste, le Français estime que « si la course est un peu folle, on peut prendre quelques points ». Lors des qualifications, il parvient à hisser sa modeste monoplace en Q2 pour la deuxième fois de la saison en éliminant Räikkönen, victime d'une erreur de stratégie de la part de Ferrari et obtient la 16e place sur la grille de départ, avec un temps en 1 min 27 s 419, malgré avoir subi des problèmes d'équilibre la veille. Il profite de plus du départ de Kevin Magnussen depuis la voie des stands pour partir de la 15e place sur la grille,. Pendant la course, le Français est percuté par Pastor Maldonado qui tentait de le dépasser au 18e tour, obligeant les deux pilotes à s'arrêter aux stands. Pilotant désormais une monoplace souffrant de problèmes d'équilibre, il termine 15e et avant-dernier, juste devant Chilton et à un tour du vainqueur Daniel Ricciardo. Après la course, Bianchi indique que sans cet incident, il aurait pu se « battre avec les voitures de devant, en particulier les Sauber » tandis que le directeur sportif de Marussia, Graeme Lowdon, regrette l'erreur de pilotage du Vénézuélien : « C'est dommage pour Jules, il s'était créé une bonne position dans cette course. Maldonado était évidemment plus rapide à ce moment-là, Jules lui a donné absolument toute la place. On ne pourrait pas donner plus de place à un pilote, mais il a quand même réussi à accrocher Jules. Jules ne l'a pas tassé ou quoi que ce soit d'autre ».
Un mois plus tard, après la pause estivale, lors du Grand Prix de Belgique, Bianchi profite des mauvaises conditions climatiques pour atteindre une nouvelle fois la Q2 et se qualifier en 16e position, devant Maldonado, Nico Hülkenberg et Esteban Gutiérrez. Il se montre néanmoins déçu de cette performance, persuadé que s'il n'avait pas commis d'erreur, il aurait pu obtenir une meilleure place sur la grille,. En course, un contact avec Romain Grosjean au premier tour crève l'un de ses pneumatiques et l'oblige à les changer aux stands. Le Français se retrouve alors en queue de peloton jusqu'au 39e tour, lors duquel sa boîte de vitesses casse ; il est toutefois classé 18e et se dit « satisfait de la façon dont [il a] réussi à réduire l'écart et à bien gérer les pneus en même temps »,.

#### Une monoplace en retrait

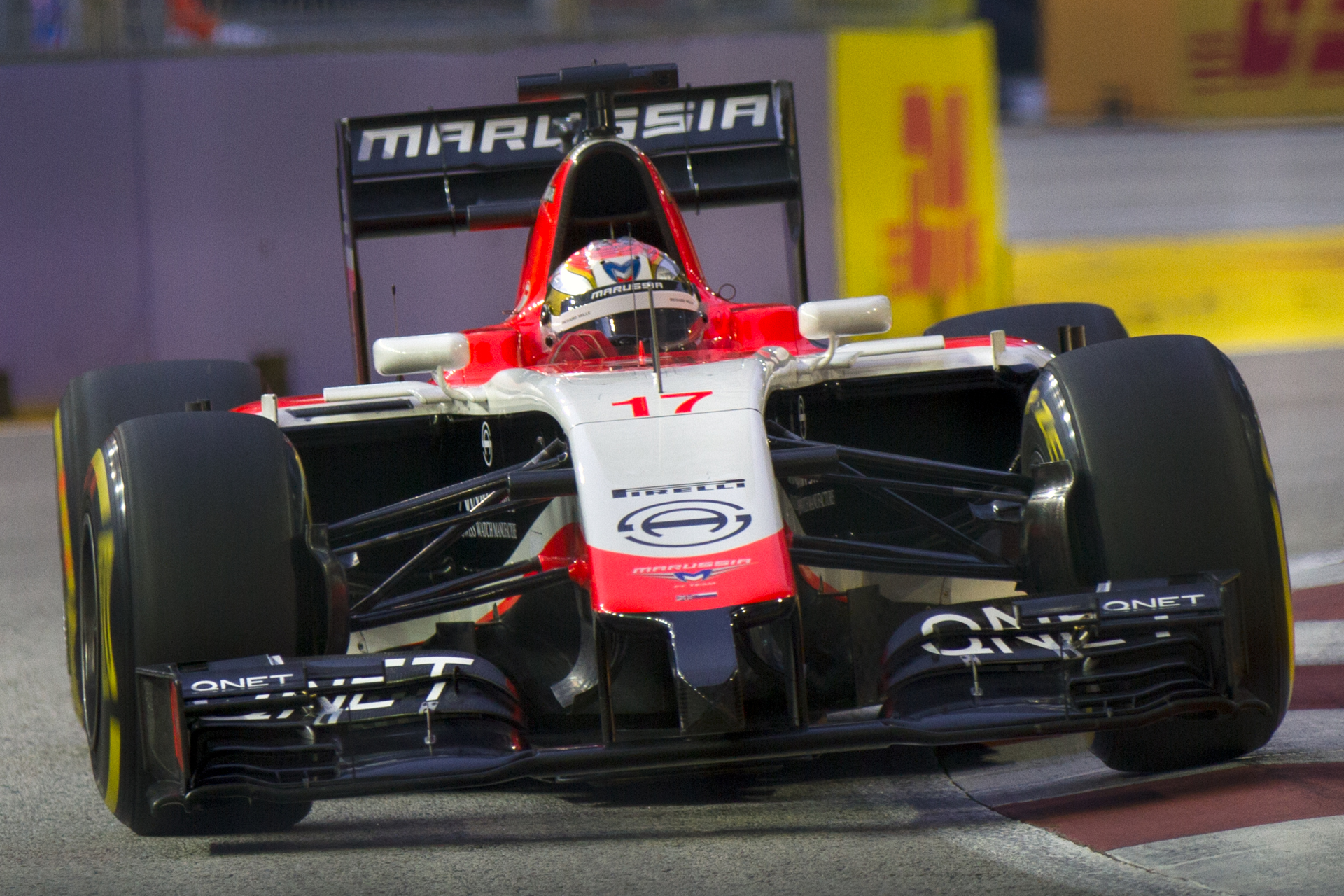
Souffrant de freins récalcitrants, Bianchi ne domine que son coéquipier à Singapour.

Deux semaines plus tard a lieu le Grand Prix d'Italie à Monza. Durant ce qu'il considère comme l'une de ses « quatre courses à domicile cette saison » avec les Grands Prix de Monaco, de Grande-Bretagne et de Russie, Bianchi se qualifie en 20e position, devançant seulement Chilton et Marcus Ericsson, avec un temps en 1 min 27 s 738, alors qu'il dominait les pilotes Lotus la veille,. Le Français se dit « déçu » de cette performance, avouant que « c'était très serré entre nous et les autres voitures autour de nous, juste un dixième ici ou là ». Il s'élance finalement depuis la 19e place sur la grille, profitant d'une pénalité de dix places infligée à Daniil Kvyat pour l'utilisation d'un sixième moteur. Pénalisé par un moteur Ferrari ayant une faible vitesse de pointe sur un circuit pourtant le plus rapide de la saison, Bianchi, qui espère prendre l'ascendant sur Grosjean, Maldonado et Kobayashi, ne peut suivre le rythme du Japonais et termine 18e, à un tour de Lewis Hamilton,.
Sur le circuit urbain de Marina Bay à Singapour, Bianchi réalise le 19e temps des qualifications en 1 min 49 s 440, devançant de plus d'une seconde son coéquipier et les pilotes Caterham. Luttant en milieu de peloton avec la Sauber d'Adrian Sutil et la Lotus de Pastor Maldonado, un accident provoqué par Sergio Pérez sur Force India provoque la sortie de la voiture de sécurité, ce qui regroupe l'ensemble du peloton. Le Français perd quelques places, ne devançant plus que Chilton et ne parvient pas à dépasser Ericsson, à cause d'un problème de freins. Il termine alors 16e de l'épreuve, à 1 min 34 s de Hamilton et à moins de quatre dixièmes du Suédois. Il souligne néanmoins que malgré la défaillance de ses freins, sa voiture a retrouvé un meilleur niveau qu'à Monza : « Cela n'a pas été l'une des journées les plus faciles pour nous mais il y a quelques points positifs à retenir. Nous étions plus proches de la Lotus de Maldonado ainsi que de la Sauber de Sutil et au moins nous étions de retour à une configuration typique sur ce genre de tracés »,.

#### Accident fatal à Suzuka

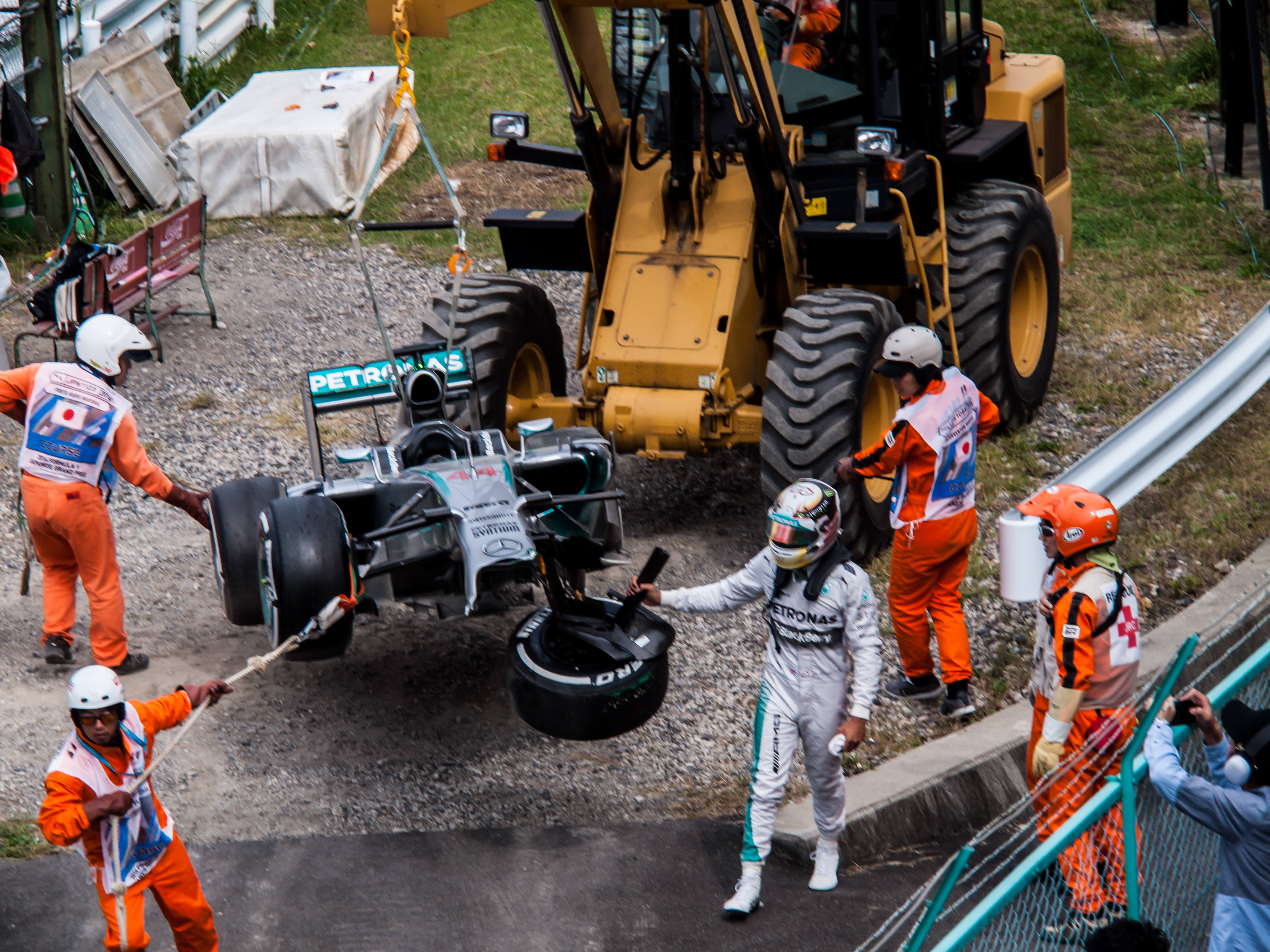
L'évacuation de la monoplace d'Hamilton par un engin de levage Caterpillar 910H similaire à celui impliqué dans la mort de Bianchi.

Quinze jours après la manche singapourienne, Bianchi dispute le Grand Prix du Japon sur le circuit de Suzuka. Vingtième des qualifications avec un temps en 1 min 36 s 943, il ne devance que Kobayashi et Chilton pour une demi-seconde. Quelques heures avant la course, il signe un contrat d'une saison avec l'écurie suisse Sauber, motorisée par Ferrari, moyennant l'effacement d'une partie des dettes relatives à la fourniture de ses moteurs et l'engagement d'Esteban Gutiérrez comme pilote essayeur au sein de l'écurie italienne. Quelques jours avant la course, les prévisions météorologiques indiquent que la course, prévue le 5 octobre dans l'après-midi, est menacée par le typhon Phanfone, ouragan classé en catégorie 4 sur l'échelle de Saffir-Simpson, avec des vents pouvant atteindre la vitesse de 250 km/h. Un décalage de la course, au samedi après-midi ou au dimanche matin, est notamment envisagé,. Les experts météorologiques sur place, samedi, indiquent que le Grand Prix, s'il se déroule dimanche après-midi, sera sous la pluie, mais que « les pluies les plus importantes et les vents violents n'affecteront le circuit que plus tard ». À la suite de ces prévisions, les organisateurs décident de maintenir la course et de conserver l'horaire prévu.
Ainsi, lors de la course se déroulant sous une pluie battante, Bianchi domine largement les Caterham et son équipier, mais au 43e tour, il percute au niveau de la courbe Dunlop un engin de levage Caterpillar 910H qui dégageait la Sauber d'Adrian Sutil, accidentée au même endroit une boucle plus tôt,. Le flanc de la Marussia MR03 est fortement endommagé et l'arceau de sécurité est entièrement détruit, la monoplace s'étant encastrée sous la dépanneuse. L'impact est tel que la grue du véhicule de dégagement a été violemment secouée, laissant retomber la Sauber C33 de Sutil qu'elle soulevait. La course est interrompue sur drapeau rouge et ne reprend pas. Lewis Hamilton en est déclaré vainqueur.
Inconscient, Bianchi ne peut répondre aux appels radio de son écurie, ni aux commissaires de course. Après avoir reçu les premiers soins sur place, il est transporté en ambulance au centre médical du circuit. Il n'est pas évacué par hélicoptère médical, les risques liés à la couverture nuageuse et la nuit étant trop importants.
Jules Bianchi est donc transporté en ambulance, suivi pendant 32 minutes par une escorte policière à l'hôpital universitaire de Mie, à 15 kilomètres de Suzuka où, admis dans un état critique, il est opéré d'un hématome au cerveau,. Le lendemain, le responsable de la communication de la FIA annonce qu'un examen par tomodensitométrie a révélé que Bianchi avait subi un traumatisme crânien grave et souffre de lésion axonale diffuse. Il est conservé en soins intensifs.

#### Dans un état critique, réactions et enquête
Juste après le Grand Prix du Japon, les premiers à rendre visite à Bianchi sont les dirigeants de Marussia, Graeme Lowdon et John Booth (ce dernier restant au chevet de son pilote même après le Grand Prix de Russie, tenu la semaine suivante), ainsi que Marco Mattiacci, le directeur de la Scuderia Ferrari, et Felipe Massa. Le 6 octobre, son manager Nicolas Todt, l'assistant de ce dernier Alessandro Alunni Bravi, ainsi que Pastor Maldonado prennent des nouvelles de Bianchi. Ses parents sont arrivés auprès de lui plus tard ce même jour et sont rejoints par leurs autres enfants, Mélanie et Tom, ainsi que son meilleur ami, Lorenzo Leclerc, trois jours plus tard. Le jour suivant, la famille Bianchi exprime dans un communiqué sa gratitude envers le public pour son soutien, envers le professeur Gérard Saillant, alors président de la commission médicale de la FIA, et envers le professeur Alessandro Frati, neurochirurgien de l'Université de Rome « La Sapienza », qui s'est rendu au Japon à la demande de la Scuderia Ferrari. La famille confirme également que Bianchi, dans un état critique mais stable, souffre d'une lésion axonale diffuse.
Une vive polémique se déclenche après l'accident de Bianchi, concernant l'intervention de la grue sur le circuit à proximité des voitures, alors qu'il n'y avait pas de voiture de sécurité sur la piste. Patrick Tambay déclare : « Ça ne devrait pas se produire, la grue n'avait rien à faire là », tandis qu'Olivier Panis indique, pointant ainsi du doigt la FIA et les organisateurs du Grand Prix : « Avoir une grue sur la piste, c'est juste lamentable. Ça fait des années et des années que nous en parlons. Nous étions toujours passés à côté de la catastrophe jusqu'ici. Malheureusement, c'est arrivé à Jules. Il faut toujours une catastrophe pour avoir des progrès. », De plus, à l'endroit de la grue, se trouve un poste de commissaire où est agité un drapeau vert, alors que le danger est toujours présent, ce qui pouvait indiquer aux pilotes qu'ils pouvaient de nouveau accélérer. En plus de la présence de la grue sur le circuit, proche des monoplaces, de nombreux observateurs décrient la décision de la FIA de n'avoir pas décalé la course, malgré la menace du typhon Phanfone,. Le dimanche matin, la pluie était bien plus faible, mais les organisateurs n'ont pas voulu avancer la course, car cela aurait signifié une course au milieu de la nuit pour les fans européens, donc une perte d'audience. Durant les tours précédant l'accident de Bianchi, le pilote Felipe Massa exhortait, en vain, la direction de course à arrêter le Grand Prix : « Ça faisait cinq tours que je disais de tout arrêter, sur la radio de bord. » Certains suggèrent également que la course aurait dû être neutralisée par la voiture de sécurité après le premier accident d'Adrian Sutil, mais celle-ci n'arrive finalement qu'après l'accident de Bianchi, suivie de la voiture médicale. Durant le Grand Prix, en direct, les téléspectateurs ne savent rien de l'accident de Bianchi, la réalisation ne montrant aucune image de cet accident ; des observateurs se demandent alors si ce choix de réalisation avait pour but de couper une scène choquante ou de cacher les nombreuses erreurs de l'organisation. Une vidéo amateur est ensuite publiée sur YouTube, où l'on voit notamment le drapeau vert près de la grue évacuant la voiture de Sutil, mais la Formula One Management censure cette vidéo, au motif d'une atteinte aux « droits d'auteur »,. Mais un effet Streisand se développe : la censure accroît l'intérêt du public, si bien que de nombreuses copies de la vidéo sont ensuite relayées sur les réseaux sociaux et par les médias, sans que la FOM puisse cette fois s'y opposer,.
D'après les documents de la FIA fournis à la presse en octobre 2014, Bianchi a perdu le contrôle de sa monoplace à une vitesse de 212 km/h et a subi un impact de 92 g. Ces données proviennent des capteurs g intégrés dans ses bouchons d'oreilles. Cependant, il les a perdus juste avant l'accident,. Ainsi, des calculs ultérieurs révélés en juillet 2015 montrent que le pilote a subi un impact de 254 g et les données de la FIA concernant les accidents de course à travers le monde affirment que l'accident est survenu 2,61 secondes après la perte de contrôle de sa voiture, à une vitesse de 123 km/h et à un angle de 55 degrés. Selon Andy Mellor, le vice-président de la commission de sécurité de la FIA, cela est l'équivalent en énergie d'impact de la chute d'une voiture de 48 mètres au-dessus du sol.
Le lendemain du Grand Prix, le président de Ferrari, Luca di Montezemolo, déclare que Bianchi était pressenti pour devenir le troisième pilote de l'écurie italienne en 2015 dans le cas où la règlementation aurait permis aux grandes écuries d'engager une troisième monoplace.
Lors du Grand Prix de Russie, une semaine plus tard, Marussia prépare tout de même sa voiture, la fait réparer de sorte que celle-ci soit totalement prête, en hommage à son pilote. Inscrivant d'abord l'Américain Alexander Rossi sur la liste des engagés pour le remplacer, l'écurie russe n'aligne finalement que la voiture de Chilton pour cette course. Ce Grand Prix est aussi l'occasion de nombreux hommages au pilote français. Ainsi, sur une idée de Jean-Éric Vergne, tous les pilotes, y compris ceux de GP2 et GP3, apposent des autocollants « Tous avec Jules #17 » et « Forza Jules #17 » sur leurs casques ou sur leurs voitures, tandis que le message « JULES WE ARE ALL SUPPORTING YOU » est inscrit numériquement sur la grille de départ et autour duquel tous se regroupent et se recueillent avant le départ de la course. Sur le cockpit de sa MR03, Marussia appose un autocollant « #JB17 », conservé jusqu'à la fin de la saison 2015. Le vainqueur de l'épreuve, Lewis Hamilton, lui dédie sa victoire,,,.
À la suite de l'accident, la FIA ouvre une enquête et examine les possibles améliorations à apporter en matière de sécurité. Ainsi, pour le Grand Prix automobile du Brésil, la grue placée dans le virage Senna du circuit d'Interlagos a été déplacée. La FIA publie ses premières conclusions lors d'une conférence organisée lors du Grand Prix de Russie. Il a été révélé que Bianchi avait ralenti dans la courbe Dunlop, sans plus de détails, et que le voyage à l'hôpital en ambulance avait pris 37 minutes de plus par rapport à un déplacement en hélicoptère, mais que cela n'avait pas affecté l'état du pilote. En outre, la FIA annonce que la possibilité d'introduire des cockpits fermés sur les monoplaces de Formule 1 est à l'étude, ainsi que des moyens de ralentir les voitures dans les zones de collision plus efficacement que les doubles drapeaux jaunes. Pour ce faire, la FIA envisage la mise en place rapide d'une voiture virtuelle de sécurité – ou système VSC – qui est ensuite testée pendant les trois derniers Grands Prix de la saison, aux États-Unis, au Brésil et à Abou Dabi. Ce système, basé sur celui de la zone lente en vigueur dans les courses d'endurance, ne neutralise pas la course autant que lors du régime de voiture de sécurité.
La semaine suivante, la FIA demande par courriel à toutes les écuries de conserver toute information relative à l'accident de Bianchi afin qu'elles soient exploitées par un panel établi par l'instance dirigeante du sport automobile pour enquêter sur cet événement. Ce panel, formé la semaine suivante et constitué d'anciens pilotes et directeurs d'écurie, publie ses conclusions au mois de décembre. Il est alors rapporté que l'accident de Bianchi n'est pas le fait d'une seule cause. Ainsi, les conditions de course, la vitesse du Français et la présence de la dépanneuse sur le circuit ont contribué à cet accident. Le rapport a également émis plusieurs suggestions pour améliorer la sécurité lors du dégagement des monoplaces endommagées (qui ont ensuite été introduites pour la saison 2015) avant de conclure qu'il aurait été possible d'atténuer les blessures de Bianchi grâce à des changements de conception du cockpit. Enfin, il est révélé que le système de freinage de la MR03 a été défaillant, mais Marussia n'est pas jugée responsable de l'accident.
Pour la saison 2015, pour des raisons de sécurité, la FIA décide de modifier l'heure de début des Grands Prix d'Australie, de Malaisie, de Chine, du Japon et de Russie, de sorte que le départ soit donné au plus tard quatre heures avant le coucher du soleil, sauf pour des courses de nuit, le but étant de permettre aux pilotes de bénéficier d'une meilleure visibilité, notamment en cas d'intempéries. En juillet 2015, Peter Wright, le président de la Commission de sécurité de la FIA explique qu'un cockpit fermé n'aurait pas permis d'éviter les blessures à la tête de Bianchi, tandis que le vice-président, Andy Mellow, a également confirmé que la mise en place de protections contre les chocs sur les dépanneuses, préconisée par le panel, n'était pas une solution envisageable.
Le 13 octobre, la famille Bianchi donne les premières nouvelles de son pilote depuis son opération : il est considéré comme étant dans un état « désespéré », d'autant plus que ses médecins considèrent sa survie comme un miracle. L'écurie Marussia communique elle aussi régulièrement sur l'état de santé de Jules Bianchi et rejette les spéculations quant à une éventuelle responsabilité dans l'accident.
Hospitalisé à l'hôpital de Mie à Yokkaichi, Bianchi demeure dans un état critique mais stable et est sous respirateur artificiel. En novembre 2014, toujours inconscient, Bianchi sort du coma artificiel dans lequel il a été placé peu après l'accident et respire sans assistance. Il est transféré dans l'unité de soins intensifs du Centre hospitalier universitaire de Nice le 19 novembre, puis, le 30 décembre, dans le service de rééducation,.

## Mort et hommages

### Mort et premières réactions
Après plus de neuf mois passés dans un coma profond, Jules Bianchi meurt des suites de cet accident le 17 juillet 2015, à Nice,. C'est le premier accident mortel survenu en course lors d'un Grand Prix de Formule 1 depuis le Grand Prix de Saint-Marin 1994 marqué par les morts d'Ayrton Senna et Roland Ratzenberger.

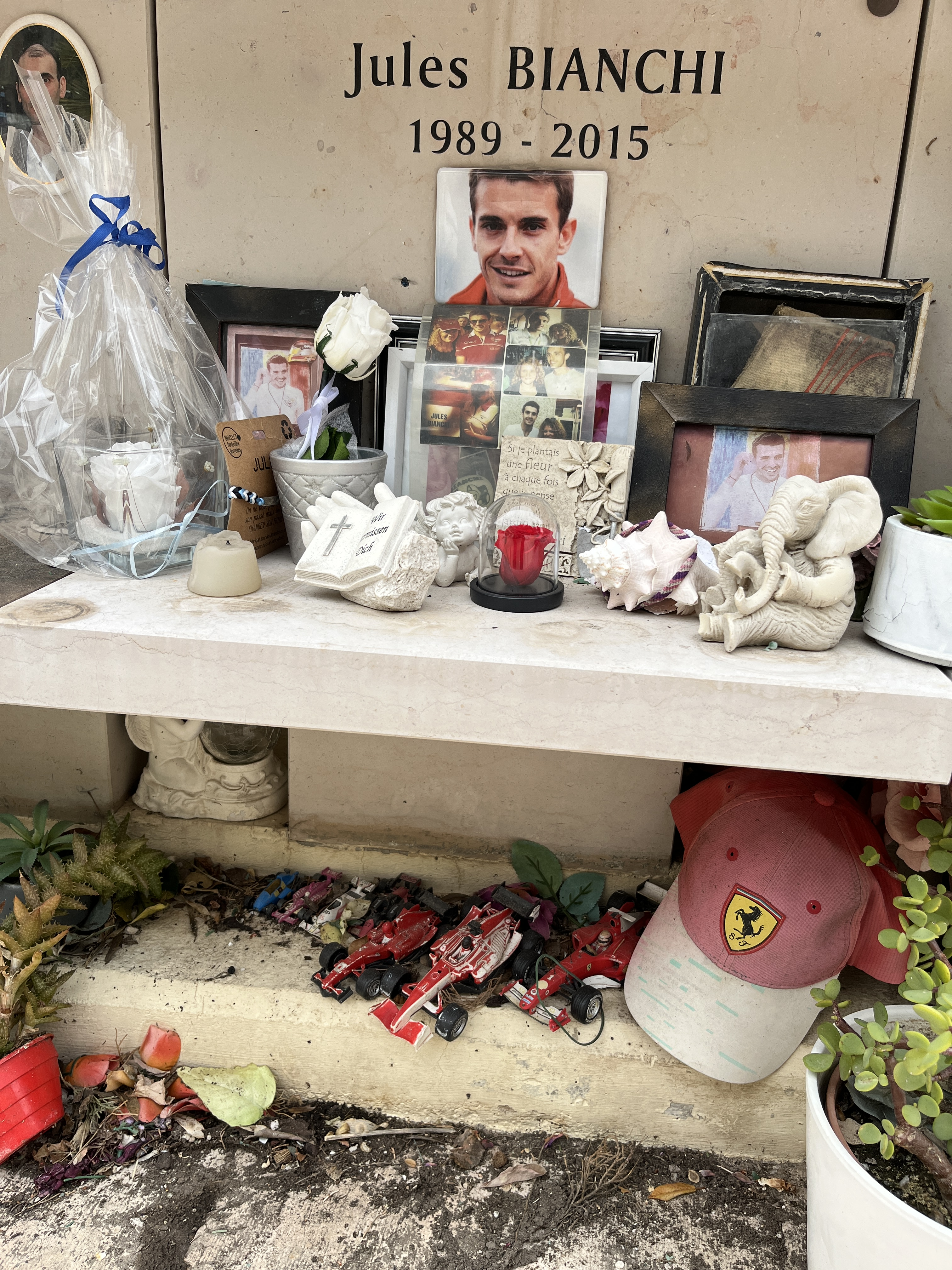
Tombe de Jules Bianchi au cimetière de Monaco en 2023.

À la suite de sa mort, la FIA décide de retirer son numéro permanent, le no 17,. La cérémonie religieuse a lieu le 21 juillet 2015 en la cathédrale Sainte-Réparate de Nice, en présence de nombreux pilotes de la Formule 1. Son cercueil est porté par Sebastian Vettel, Romain Grosjean, Adrian Sutil, Felipe Massa et Jean-Éric Vergne et son inhumation se déroule au cimetière de Monaco.
Le week-end suivant sa mort, son ancien coéquipier Max Chilton lui dédie sa pole position et sa victoire obtenues en Indy Lights. Le 26 juillet 2015, lors du Grand Prix de Hongrie 2015 à Budapest, un hommage lui est rendu et une minute de silence est observée avec tous les pilotes de Formule 1 juste avant la course. À cette occasion, les vingt pilotes forment un cercle au centre duquel le casque de Bianchi est posé, entouré de ceux des autres pilotes. Sebastian Vettel, vainqueur du Grand Prix, lui dédie sa victoire :

« Merci Jules, cette victoire est pour toi. [en français]
Cette victoire est pour toi. Tu seras toujours dans nos cœurs. On sait tous qu'un jour, tu aurais fait partie de cette équipe. [en anglais] »

— Sebastian Vettel lors de son tour d'honneur au volant de sa Ferrari après sa victoire au Grand Prix de Hongrie, le 26 juillet 2015,.
Dans un hommage à son protégé, Luca Di Montezemolo déclare que, eu égard à son expérience en GP2 et ses bonnes performances en essais et avec Marussia, Jules Bianchi était le pilote pressenti pour rejoindre la Scuderia Ferrari à moyen terme, vraisemblablement en remplacement de Kimi Räikkönen.

### Fondation de l'association
En décembre 2015, son père Philippe Bianchi annonce penser à la création d'une Fondation Jules-Bianchi, avec le soutien du prince Albert de Monaco, pour soutenir les jeunes pilotes talentueux sans moyens financiers,. En février 2016, un kart Jules-Bianchi est engagé pour la première fois dans une compétition internationale ; Philippe Bianchi espère l'aligner dans les championnats nationaux et internationaux dans les années suivantes. Créée officiellement le 9 avril 2016, Philippe Bianchi annonce la fondation de la Jules Bianchi Society le 25 mai 2016 avec pour but de propulser des jeunes pilotes vers le plus haut niveau, pour « que la réussite ne soit pas une affaire d'argent, mais de talent ». Il annonce, en septembre 2016, qu'il a trouvé les quatre pilotes pour sa fondation et qu'il espère voir des châssis #JB17 sur les pistes de karting. En janvier 2017, l'écurie automobile Tech 1 Racing, équipe de Jules Bianchi en 2012, annonce soutenir la fondation, en arborant ses logos sur ses quatre monoplaces engagées en Eurocup Formula Renault 2.0.
Le 2 octobre 2016, Daniel Ricciardo lui dédie sa victoire au Grand Prix de Malaisie : « Je veux dédier cette course à Jules, j'attendais une victoire pour pouvoir le faire. Ma vie a définitivement changé depuis cet accident. Je suis très reconnaissant et j'apprécie tout ce que j'ai aujourd'hui mais je tiens à lui rendre hommage. ».
Le 17 janvier 2017, Christian Estrosi, président de la métropole Nice Côte d'Azur, annonce que la rue du Sapin du quartier Saint-Isidore, à Nice, à proximité de l'Allianz Riviera, sera rebaptisée rue Jules-Bianchi lors d'une cérémonie organisée le 23 janvier 2017.
Depuis novembre 2017, l'association Jules-Bianchi reprend le compte Twitter du pilote français et poste régulièrement des photos de Jules Bianchi, ainsi que des informations sur l'évolution de l'association qui va également aider les personnes victimes de graves lésions au cerveau et leurs familles. L'association organise également en novembre 2017, sur le circuit de Brignoles, une compétition de karting avec 88 pilotes professionnels, dont les bénéfices sont reversés aux patients de l'hôpital niçois de l'Archet ; cette compétition voit des noms comme Charles Leclerc, Norman Nato ou Dorian Boccolacci.
Fin 2017, Charles Leclerc est sacré champion de Formule 2 ; le pilote monégasque, ami proche de Jules Bianchi, rappelle que, sans lui, il aurait arrêté de piloter en 2011, faute de financement,. Bianchi, pour aider son ami, appelle son manager Nicolas Todt et lui demande de le prendre sous son aile ; ce dernier dira de lui : « Au début, j’ai décidé de l’aider plus par amitié, pour faire plaisir à Jules, en me disant également : « Charles m’a fait bonne impression, c’est un chic gamin, donc autant lui donner sa chance en karting, et ensuite on verra. ». Depuis ce jour-là, il ne m’a jamais déçu, bien au contraire. ». Jules Bianchi devient le parrain sportif de Leclerc, en le conseillant, et le Monégasque rappelle souvent qu'il court toujours en compétition automobile, grâce à lui et pour lui. Il fait ses débuts en Formule 1 en 2018 chez Alfa Romeo Sauber. Depuis juin 2017, le pilote monégasque court avec un casque dédié à Bianchi, en mettant une photo d'eux deux, avec une inscription : « Gone But Never Forgotten, we’ll never forget you Julio! 1989-2015 » (en français : « Parti mais jamais oublié, nous ne t'oublierons jamais Julio ! 1989-2015 »).

### En chanson
Le chanteur Benjamin Biolay compose la chanson Grand Prix en hommage à Jules Bianchi, cette chanson est devenu la première pierre de l'album du même nom sorti en 2020, qui a pour fil rouge la Formule 1 et la course automobile.

## Style de pilotage
Luca Baldisserri, directeur de la Ferrari Driver Academy ayant recruté Bianchi, dit de lui qu'il « réussit à bien piloter avec l'arrière de la monoplace. Ce n'est pas le genre de pilote qui freine tard et tourne mais qui tend plutôt à mettre beaucoup de vitesse en courbe. Il a la capacité de changer sa façon de conduire en peu de temps » et loue sa « subtilité technique […] et son envie constante d’attaquer ». Il vante également la « meilleure approche de Jules […] avec les ingénieurs », en comparaison à Sergio Pérez.

## Résultats en compétition automobile

### Résultats enFormula Renault 2.0
Jules Bianchi commence sa carrière en sport automobile en Formule Renault 2.0 dans la saison 2007, en étant sacré champion de France dès sa première saison. Il participe également à quelques courses de l'Eurocup Formula Renault 2.0.
| Saison | Écurie     | Châssis       | Moteur  | Engagements | Pole positions | Victoires | Podiums | Meilleurs tours | Points inscrits | Classement |
| ------ | ---------- | ------------- | ------- | ----------- | -------------- | --------- | ------- | --------------- | --------------- | ---------- |
| 2007   | SG Formula | Tatuus FR2000 | Renault | 13          | 5              | 5         | 11      | 10              | 172             | Champion   |

| Saison | Écurie             | Châssis       | Moteur  | Engagements | Pole positions | Victoires | Podiums | Meilleurs tours | Points inscrits | Classement |
| ------ | ------------------ | ------------- | ------- | ----------- | -------------- | --------- | ------- | --------------- | --------------- | ---------- |
| 2007   | SG Drivers Project | Tatuus FR2000 | Renault | 6           | 1              | 0         | 0       | 1               | 4               | 22e        |

### Résultats en Formule 3
Jules Bianchi rejoint ensuite la Formule 3 Euro Series, terminant troisième et meilleur débutant la première saison, avant d'être sacré champion d'Europe la saison suivante, tout en gagnant quelques courses du Formule 3 britannique en tant qu'invité.
| Saison | Écurie         | Châssis      | Moteur   | Engagements | Pole positions | Victoires | Podiums | Meilleurs tours | Points inscrits | Classement |
| ------ | -------------- | ------------ | -------- | ----------- | -------------- | --------- | ------- | --------------- | --------------- | ---------- |
| 2008   | ART Grand Prix | Dallara F308 | Mercedes | 20          | 2              | 2         | 7       | 2               | 50              | 3e         |
| 2009   | ART Grand Prix | Dallara F308 | Mercedes | 20          | 6              | 9         | 12      | 7               | 114             | Champion   |

| Saison | Écurie         | Châssis      | Moteur   | Engagements | Pole positions | Victoires | Podiums | Meilleurs tours | Points inscrits | Classement          |
| ------ | -------------- | ------------ | -------- | ----------- | -------------- | --------- | ------- | --------------- | --------------- | ------------------- |
| 2009   | ART Grand Prix | Dallara F308 | Mercedes | 4           | 0              | 2         | 3       | 2               | 0               | Non classé (invité) |

### Résultats enGP2 Series
Jules Bianchi rejoint le GP2 Series, antichambre de la Formule 1, terminant troisième lors des deux saisons auxquelles il participe,. Il participe également au championnat asiatique, étant sacré notamment vice-champion en 2011.
| Saison | Écurie         | Châssis        | Moteur  | Pneus       | Engagements | Pole positions | Victoires | Podiums | Meilleurs tours | Points inscrits | Classement |
| ------ | -------------- | -------------- | ------- | ----------- | ----------- | -------------- | --------- | ------- | --------------- | --------------- | ---------- |
| 2010   | ART Grand Prix | Dallara GP2-08 | Renault | Bridgestone | 17          | 3              | 0         | 4       | 1               | 52              | 3e         |
| 2011   | Lotus ART GP   | Dallara GP2-11 | Renault | Pirelli     | 18          | 1              | 1         | 6       | 0               | 53              | 3e         |

| Saison    | Écurie         | Châssis        | Moteur  | Pneus       | Engagements | Pole positions | Victoires | Podiums | Meilleurs tours | Points inscrits | Classement |
| --------- | -------------- | -------------- | ------- | ----------- | ----------- | -------------- | --------- | ------- | --------------- | --------------- | ---------- |
| 2009-2010 | ART Grand Prix | Dallara GP2-05 | Renault | Bridgestone | 5           | 1              | 0         | 1       | 2               | 8               | 12e        |
| 2011      | Lotus ART      | Dallara GP2-11 | Renault | Pirelli     | 4           | 0              | 1         | 2       | 1               | 18              | 2e         |

### Résultats enFormula Renault 3.5 Series
Jules Bianchi participe à la Formula Renault 3.5 Series, autre antichambre de la Formule 1, terminant deuxième du classement général en 2012.
| Saison | Écurie        | Châssis     | Moteur        | Pneus    | Engagements | Pole positions | Victoires | Podiums | Meilleurs tours | Points inscrits | Classement |
| ------ | ------------- | ----------- | ------------- | -------- | ----------- | -------------- | --------- | ------- | --------------- | --------------- | ---------- |
| 2009   | SG Formula    | Dallara T08 | Renault       | Michelin | 1           | 0              | 0         | 0       | 0               | 0               | Non classé |
| 2012   | Tech 1 Racing | Dallara T12 | Renault-Zytek | Michelin | 17          | 5              | 3         | 8       | 7               | 185             | 2e         |

### Résultats en championnat du monde de Formule 1
Jules Bianchi participe à 34 Grands Prix de Formule 1 avec la modeste écurie Marussia F1 Team. Il inscrit les uniques points de son équipe au Grand Prix de Monaco 2014.
| Saison | Écurie           | Châssis       | Moteur      | Pneus   | GP disputés | Pole positions | Victoires | Podiums | Abandons | Meilleurs tours | Points inscrits | Classement |
| ------ | ---------------- | ------------- | ----------- | ------- | ----------- | -------------- | --------- | ------- | -------- | --------------- | --------------- | ---------- |
| 2013   | Marussia F1 Team | Marussia MR02 | Cosworth V8 | Pirelli | 19          | 0              | 0         | 0       | 3        | 0               | 0               | 19e        |
| 2014   | Marussia F1 Team | Marussia MR03 | Ferrari V6  | Pirelli | 15          | 0              | 0         | 0       | 4        | 0               | 2               | 17e        |

| Saison | Écurie           | Châssis       | Moteur                | Pneus | 1        | 2        | 3       | 4       | 5       | 6        | 7        | 8       | 9        | 10      | 11      | 12      | 13      | 14      | 15       | 16      | 17      | 18      | 19      | Classement | Points inscrits |
| ------ | ---------------- | ------------- | --------------------- | ----- | -------- | -------- | ------- | ------- | ------- | -------- | -------- | ------- | -------- | ------- | ------- | ------- | ------- | ------- | -------- | ------- | ------- | ------- | ------- | ---------- | --------------- |
| 2013   | Marussia F1 Team | Marussia MR02 | Cosworth CA2013k V8   | P     | AUS 15e  | MAL 13e  | CHI 15e | BAH 19e | ESP 18e | MON Abd. | CAN 17   | GBR 16e | ALL Abd. | HON 16e | BEL 18e | ITA 19e | SIN 18e | COR 16e | JPN Abd. | IND 18e | ABD 20e | USA 18e | BRE 17e | 19e        | 0               |
| 2014   | Marussia F1 Team | Marussia MR03 | Ferrari Type 059/3 V6 | P     | AUS Abd. | MAL Abd. | BHR 16e | CHI 17e | ESP 18e | MON 9e   | CAN Abd. | AUT 15e | GBR 14e  | ALL 15e | HON 15e | BEL 18e | ITA 18e | SIN 16e | JPN Abd. | RUS     | USA     | BRE     | ABU     | 17e        | 2               |